# Theodore Roosevelt Jr.
Theodore Roosevelt III (13 tháng 9 năm 1887 – 12 tháng 7 năm 1944), thường được biết đến là Theodore Roosevelt Jr., Ted hoặc Teddy, là một chính trị gia, nhà kinh doanh và sĩ quan cấp tướng của Lục quân Hoa Kỳ. Ông là con trai cả của Tổng thống Hoa Kỳ thứ 26 Theodore Roosevelt và Đệ Nhất Phu nhân Edith Roosevelt. Roosevelt được biết đến nhờ sự nghiệp quân sự của ông trong Chiến tranh Thế giới thứ hai, và được truy tặng Huân chương Danh dự vì đã trực tiếp chỉ huy quân đổ bộ tiến công tại bãi đổ bộ Utah trong cuộc đổ bộ vào Normandie.
Roosevelt theo học tại các trường tư nhân và Đại học Harvard; sau khi tốt nghiệp đại học vào năm 1909, ông bắt đầu kinh doanh trong các lĩnh vực khác nhau và có một sự nghiệp thành công. Do từng tham gia các buổi huấn luyện quân sự cho công dân trước Chiến tranh Thế giới thứ nhất, nên khi chiến tranh nổ ra, Roosevelt được biên chế vào một đơn vị dự bị với quân hàm Thiếu tá. Ông sau đó được phân về Sư đoàn 1, và thăng tiến lên chức Trung đoàn trưởng Trung đoàn Bộ binh 26 với quân hàm Trung tá. Sau chiến tranh, ông có công hỗ trợ sáng lập tổ chức cựu chiến binh American Legion.
Ngoài sự nghiệp quân ngũ và kinh doanh, Roosevelt cũng là một quan chức cấp cao của Chính phủ Hoa Kỳ. Ông lần lượt nắm giữ các chức vụ Phụ tá Bộ trưởng Hải quân (1921–1924), Thống đốc Puerto Rico (1929–1932), và Toàn quyền Philippines (1932–1933). Ông tiếp tục con đường kinh doanh của mình trong những năm 1930, với vai trò Chủ tịch Hội đồng quản trị của Công ty American Express, đồng thời là phó chủ tịch của nhà xuất bản sách Doubleday. Roosevelt cũng tiếp tục sự nghiệp quân ngũ với vai trò quân nhân dự bị, tham gia các buổi huấn luyện hàng năm ở Trại Pine, hoàn thành các khóa huấn luyện Cơ bản và Nâng cao dành cho Sĩ quan Bộ binh ở Trường Cao đẳng Chỉ huy và Tham mưu, và lớp đào tạo bồi dưỡng cho các sĩ quan cấp cao. Roosevelt được thăng hàm Đại tá và tiếp quản lại Trung đoàn Bộ binh 26 – đơn vị cũ của ông thời Chiến tranh Thế giới thứ nhất. Ông nhanh chóng được thăng cấp Chuẩn tướng, và tham gia vào cuộc Chiến tranh Thế giới thứ hai với vai trò là phó chỉ huy/phụ tá chỉ huy trưởng Sư đoàn Bộ binh số 1.
Sau các chiến dịch ở Bắc Phi, Tunisia và Sicilia, Roosevelt được phân công về làm phó chỉ huy Sư đoàn Bộ binh số 4. Ông trực tiếp chỉ huy đợt đổ quân đầu tiên của sư đoàn lên Bãi Utah ở Normandie vào ngày 6 tháng 6 năm 1944. Roosevelt qua đời vì một cơn đau tim ở Pháp vào ngày 12 tháng 7 năm 1944; tại thời điểm đó, đề nghị trao thưởng Huân chương Thập tự Phục vụ Xuất sắc cho ông vì sự dũng cảm ở Normandie đã được chấp thuận. Đề nghị này sau được nâng cấp và Roosevelt được truy tặng Huân chương Danh dự – huân chương cao quý nhất của quân đội Hoa Kỳ được trao cho những quân nhân có hành động thể hiện sự dũng cảm vượt xa yêu cầu của nhiệm vụ.

## Thiếu thời

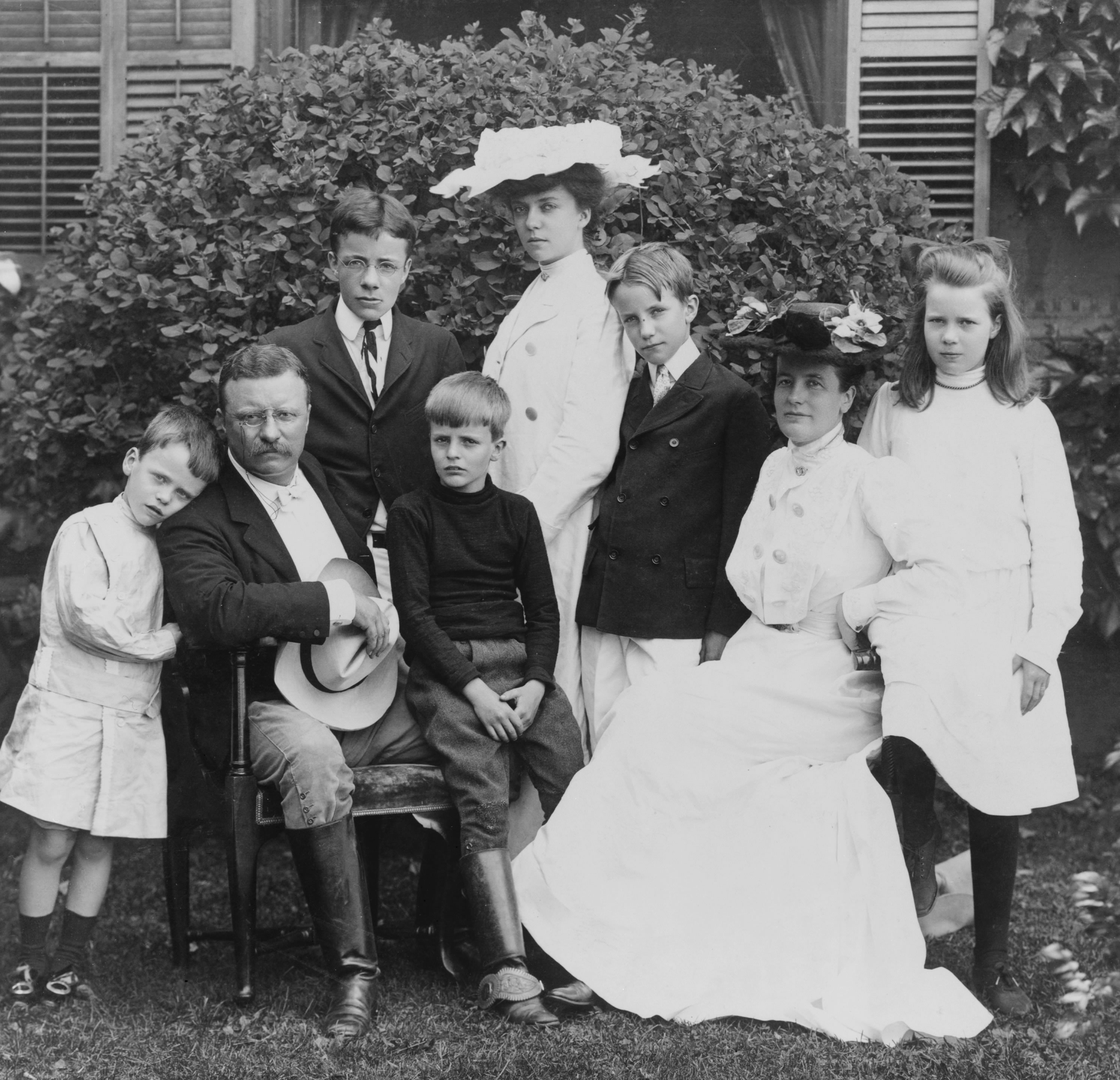
Gia đình Tổng thống Theodore Roosevelt, 1913. Từ trái qua phải: Quentin, Theodore, Theodore Jr., Archie, Alice, Kermit, Edith, và Ethel.

Ted Roosevelt là con trai cả của Tổng thống Theodore Roosevelt và Đệ Nhất Phu nhân Edith Kermit Carow. Ông sinh ra và lớn lên tại Cove Neck, Oyster Bay, New York, tại thời điểm cha ông mới bắt đầu sự nghiệp chính trị. Ted có ba người em trai Kermit, Archie và Quentin; em gái Ethel; và một người chị gái cùng cha khác mẹ tên là Alice.
Như mọi đứa trẻ khác trong gia đình Roosevelt, Ted chịu ảnh hưởng rất lớn từ người cha của mình, và điều này đã được ông kể lại thông qua các bài báo được xuất bản trong và hậu Chiến tranh Thế giới thứ nhất. Ted được cha ông mô tả là "cực kỳ năng động và thường xuyên cáu kỉnh." Ông thích đọc thơ của Rudyard Kipling, nghiên cứu động vật hoang dã, và thường xuyên đi săn cùng cha của ông ở các cánh rừng xung quanh Oyster Bay. Khi Ted lên chín tuổi, ông được cha tặng một món quà – một khẩu súng săn .22, và ông đã tình cờ phát hiện ra nó khi Theodore đang tắm ở trên tầng. Không thể kiềm chế được sự phấn kích, Ted đã cầm khẩu súng đó đến khoe với cha mình. Theodore – một cựu sĩ quan kỵ binh từng phục vụ trong Chiến tranh Tây Ban Nha–Mỹ, cũng phấn khích đến mức tận tình hướng dẫn con trai ông cách sử dụng khẩu súng khi vẫn đang ngâm mình trong bồn tắm. Theodore nạp một viên đạn vào khẩu súng và bắn lên trần nhà, và sau đó bắt Ted hứa không được kể với bà Edith về những gì đã xảy ra.
Trong suốt thời niên thiếu của mình, Ted được học ở cả trường công và trường tư, bao gồm cả trường dự bị đại học Albany ở Albany, New York, và trường Groton danh tiếng ở Groton, Massachusetts. Trong thời gian đó, ông đã nhận được nhiều bức thư của cha ông về việc khuyến khích Ted phát triển bản thân, đặc biệt là các môn thể thao. Ông từng dự định đăng ký nhập học Học viện West Point hoặc Annapolis nhằm theo đuổi sự nghiệp nhà binh, nhưng Theodore cho rằng con trai mình nên theo học Đại học Harvard, và có thể phục vụ trong quân đội với vai trò lính dự bị nếu cần thiết. Ted tốt nghiệp Đại học Harvard vào năm 1909 với bằng Cử nhân Nghệ thuật.

## Sự nghiệp ban đầu
Sau khi tốt nghiệp Harvard, Ted Roosevelt bắt đầu làm việc tại Công ty Thảm Hartford, một doanh nghiệp thuộc sở hữu của Robert Perkins – một thành viên của Câu lạc bộ Porcellian, câu lạc bộ mà Ted tham gia khi còn theo học ở Harvard. Vào tháng 9, Ted chuyển đến sinh sống ở Thompsonville, Connecticut và bắt đầu học kinh doanh lại từ đầu. Mặc dù là con trai cả của Tổng thống Hoa Kỳ, Ted vẫn chấp nhận mức lương công nhân cơ bản và bắt đầu làm việc từ chức vụ nhỏ nhất. Trong thời gian làm việc ở Hartford, Ted được nhận xét là người hòa đồng, ham học hỏi, và nhiều kinh nghiệm, kỹ năng trong việc kinh doanh, đặc biệt là kỹ năng phân loại len lành nghề – một trong những kỹ năng quan trọng nhất của công ty thảm.
Sau khi kết hôn với Eleanor Butler Alexander vào năm 1908, Ted Roosevelt dần tham gia vào chính trị, và thẳng thắn chỉ trích các chính sách của Tổng thống William Howard Taft và nói Taft là một người "thiếu tính cách." Ted tiếp tục công việc kinh doanh thảm ở San Francisco, nhưng ông không bao giờ có ý định tạo dựng sự nghiệp từ công việc đó. Eleanor cho rằng Ted "không quan trọng về mặt lợi nhuận tài chính" vì ông chỉ "luôn muốn chứng tỏ bản thân mình xứng đáng."
Đầu năm 1912, gia đình Ted Roosevelt chuyển đến sinh sống ở Manhattan, New York sau khi Ted bắt đầu công việc mới tại Ngân hàng Bertron, Griscom & Company, với vai trò là nhân viên bán trái phiếu. Ông đồng thời đã bắt đầu những bước tiến đầu tiên trong chính trường quốc gia bằng cách giúp cha của ông tranh cử tại Đại hội toàn quốc của Đảng Cộng hòa năm 1912 ở Chicago, và giúp thành lập Đảng Tiến bộ sau đó. Năm 1914, Ted chuyển sang làm việc cho một văn phòng môi giới ở Manhattan, thuộc công ty môi giới bất động sản Montgomery, Clothier & Tyler, có trụ sở tại Philadelphia, Pennsylvania.

## Chiến tranh Thế giới thứ nhất
Ted Roosevelt, cùng hai người em là Archie và Quentin, đã gia nhập khóa huấn luyện quân sự ở Plattsburgh, New York, sau khi Chiến tranh Thế giới thứ nhất bùng nổ ở Châu Âu vào tháng 8 năm 1914, và chính phủ Hoa Kỳ bắt đầu lo ngại về khả năng chuẩn bị của quốc gia họ cho các cuộc chiến trong tương lai. Chương trình huấn luyện này đã đào tạo được đáng kể một số lượng lớn sĩ quan cấp thấp cho Hoa Kỳ vào thời điểm tham gia vào Chiến tranh Thế giới thứ nhất. Nhờ sự nhiệt tình và hăng hái trong các đợt huấn luyện, Ted Roosevelt được bổ nhiệm làm một sĩ quan dự bị với quân hàm Thiếu tá.

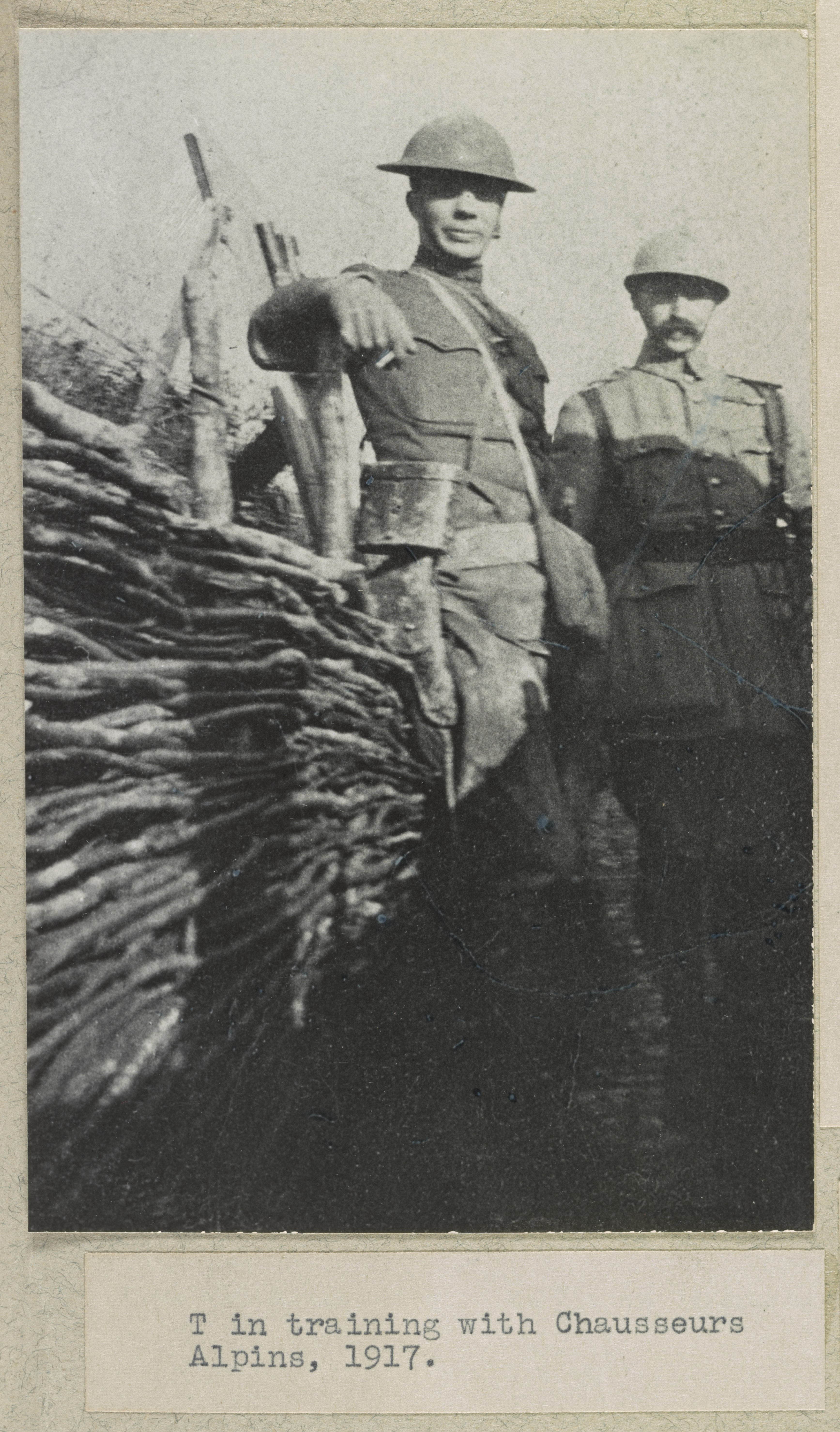
Thiếu tá Theodore Roosevelt Jr. trong thời gian huấn luyện với lính sơn cước Pháp, 1917

Ngày 7 tháng 5 năm 1915, tàu chở khách RMS Lusitania bị tàu ngầm Đức bắn chìm ở ngoài khơi Old Head of Kinsale, Ireland, khiến 1.198 người thiệt mạng, trong đó có 123 người Mỹ. Cuộc tấn công khiến công chúng nước Mỹ rất phẫn nộ, và hai năm sau, tháng 4 năm 1917, Hoa Kỳ chính thức tuyên chiến với Đế quốc Đức. Lực lượng Viễn chinh Hoa Kỳ (American Expeditionary Forces – AEF) nhanh chóng được thành lập để tham chiến ở Châu Âu. Theodore Roosevelt sau đó đã liên hệ tới Thiếu tướng John Pershing, chỉ huy trưởng AEF, và nhờ Pershing can thiệp để có thể giúp hai người con trai của ông (Ted và Archie) có thể gia nhập AEF và tham chiến ở Châu Âu dưới bất kỳ điều kiện nào. Pershing sau đó ra quyết định rằng toàn bộ con trai của cựu tổng thống Roosevelt sẽ được tham chiến mà không bị hạ quân hàm. Ted được giữ nguyên quân hàm Thiếu tá, Archie được giữ hàm Thiếu úy. Với hai người con trai còn lại của Roosevelt, Quentin đã được chấp nhận vào Bộ phận Không lực Lục quân Hoa Kỳ cách đó không lâu, và Kermit đã gia nhập quân đội Anh và chiến đấu ở vùng Lưỡng Hà.
Sau khi cập bến nước Pháp, vào giữa tháng 7 năm 1917, Thiếu tá Theodore Roosevelt Jr. được bổ nhiệm làm Tiểu đoàn trưởng Tiểu đoàn 1, thuộc Trung đoàn Bộ binh 26 của Sư đoàn 1. Tháng 5 năm 1918, Tiểu đoàn 1 của Roosevelt và Sư đoàn 1 bắt đầu trận thử lửa đầu tiên, tấn công vào phòng tuyến của quân đội Đức ở Cantigny. Dù bị trúng khí ga độc của Đức trong trận đánh, Ted vẫn từ chối đề nghị rút về hậu phương cứu chữa và ở lại phòng tuyến để chỉ huy đơn vị của ông tới khi trận chiến kết thúc. Vì sự dũng cảm ở Cantigny, Roosevelt được trao thưởng Huân chương Thập tự Phục vụ Xuất sắc vào năm 1920.
Tháng 7 năm 1918, liên quân Pháp – Mỹ mở cuộc phản công tái chiếm Soissons, và trong trận đánh này, Roosevelt bị trúng đạn vào đầu gối khi đang trực tiếp dẫn đầu tiểu đoàn của ông tấn công vào một ngôi làng gần Ploisy. Vì vết thương rất nghiêm trọng, Ted đã được đưa về Paris để tiến hành phẫu thuật, và buộc phải chống gậy đến hết đời để có thể đi lại. Tại Paris, ông được đoàn tụ với vợ ông, Eleanor, cùng hai người em trai Archie và Kermit. Cũng trong thời gian ở Paris, Ted được thông tin về thiệt hại nặng nề của Sư đoàn 1 sau trận Soissons và cái chết của người em út, Quentin Roosevelt, bị máy bay Đức bắn rơi gần khu vực Coulonges-en-Tardenois.

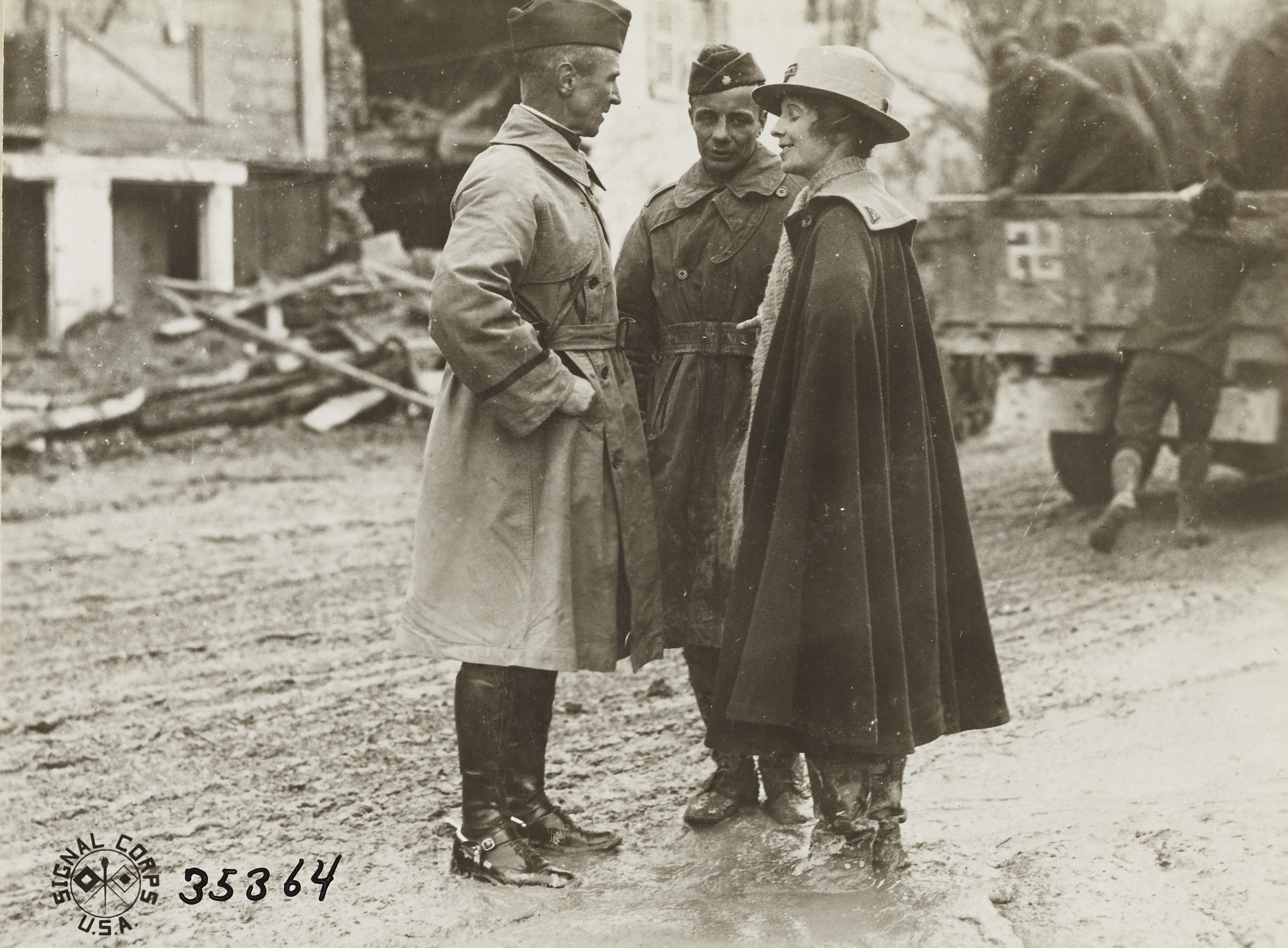
Trung tá Theodore Roosevelt Jr. (giữa) và bà Eleanor Roosevelt (phải) đang trò chuyện với Chuẩn tướng Frank Parker (trái), Romagne, Meuse, Pháp, 13 tháng 11 năm 1918

Ted Roosevelt được phân công tham gia vào các khóa huấn luyện sĩ quan trong thời gian hồi phục vết thương ở chân, và vào tháng 9 năm 1918, Ted được thăng quân hàm Trung tá. Sau buổi gặp mặt với Đại tá George Marshall, bạn thân của ông và hiện đang làm việc trong sở chỉ huy Sư đoàn 1, Ted đã tự quyết định quay trở lại chiến trường mà không có giấy tờ y tế cho phép, và được Đại tá Charles Summerall, Sư đoàn trưởng Sư đoàn 1, bổ nhiệm làm Trung đoàn trưởng Trung đoàn Bộ binh 26. Ông đã dẫn dắt Trung đoàn 26 tham gia vào Chiến dịch Meuse-Argonne, chiến đấu ở khu vực Sông Meuse, thành phố Sedan trong hơn sáu ngày liên tục. Sau khi hội quân với các đơn vị Pháp ở Omicourt, Sư đoàn 1 được lệnh rút khỏi mặt trận và hành quân về Metz nghỉ ngơi. Ngày 11 tháng 11 năm 1918, hiệp định đình chiến được kí kết, đánh dấu sự kết thúc của Chiến tranh Thế giới thứ nhất.
Vì những đóng góp trong cuộc chiến, Ted Roosevelt được Chính phủ Pháp trao thưởng Huân chương Bắc Đẩu Bội tinh. Trước khi trở về nước, ông cùng 19 sĩ quan khác của AEF đã thành lập American Legion, một tổ chức dành cho các cựu binh Mỹ trong Chiến tranh Thế giới thứ nhất. Mục đích chính của tổ chức này là gắn kết các cựu binh lại thành một cộng đồng đoàn kết, có thể giúp đỡ lẫn nhau trong thời bình, không phân biệt thâm niên phục vụ và phi chính trị. Trong buổi họp đầu tiên của tổ chức tại New York, Ted Roosevelt được đề cử làm chủ tịch đầu tiên của tổ chức, nhưng ông đã từ chối, vì không muốn được mọi người nghĩ rằng ông sẽ sử dụng tổ chức này vì lợi ích chính trị. Theo quan điểm của Roosevelt, việc chấp nhận chức vụ như vậy có thể làm mất uy tín của tổ chức non trẻ và của chính bản thân ông, đồng thời làm tổn hại đến sự nghiệp chính trị của ông sau này.

## Sự nghiệp chính trị

### Khởi đầu
Mùa thu năm 1919, Ted Roosevelt chính thức bắt đầu sự nghiệp chính trị của mình, bắt đầu bằng việc trở thành một thành viên của Hạ viện New York. Ngày 4 tháng 11 năm 1919, Ted trúng cử vị trí Nghị sĩ Hạ viện từ Khu vực 2 của Quận Nassau. Cũng trong ngày hôm đó, Eleanor hạ sinh một đứa con trai, đứa con thứ tư và cuối cùng của họ, và được đặt tên là Quentin để tưởng nhớ người em quá cố của Roosevelt đã hi sinh trong chiến tranh.
Sau Chiến tranh Thế giới thứ nhất, phong trào chống Bolshevik dần lan rộng ra khắp nước Mỹ. Trong những ngày đầu của phiên họp lập pháp năm 1920, Đảng Cộng hòa của Ted Roosevelt đã bỏ phiếu hủy bỏ quyền tham gia bầu cử của năm dân biểu của Đảng Xã hội từ New York. Tuy nhiên, Ted là một trong số ít những thành viên hiếm hoi của Đảng Cộng hòa đã đứng lên bảo vệ quyền lợi của các thành viên Đảng Xã hội. Sau bài phát biểu bảo vệ các thành viên Đảng Xã hội, Chủ tịch Hạ viện Hoa Kỳ Frederick H. Gillett đã đứng dậy và chỉ trích Ted Roosevelt về lá phiếu của ông, nói rằng cha của ông sẽ rất kinh ngạc trước phản ứng của con trai mình. Eleanor sau này viết lại rằng, việc Ted bỏ phiếu ủng hộ việc bổ nhiệm lại các thành viên Đảng Xã hội đã cực kỳ không được ưa chuộng trong khu vực của ông ấy cũng như trên toàn tiểu bang: "Anh ấy đã nhận được rất nhiều thư lăng mạ đến nỗi chúng tôi nghĩ rằng sự nghiệp chính trị của anh ấy có thể đã kết thúc trước khi nó được bắt đầu." Thậm chí, Ted cũng bị các nhà chính trị cánh tả lên tiếng chỉ trích vì ông không đủ mạnh mẽ để bảo vệ những người đi theo chủ nghĩa xã hội. Dù vậy, Ted vẫn trúng cử trong đợt bầu cử tiếp theo của Quận Nassau và nắm giữ chức vụ Nghị sĩ Hạ viện tới năm 1921.

### Phụ tá Bộ trưởng Hải quân

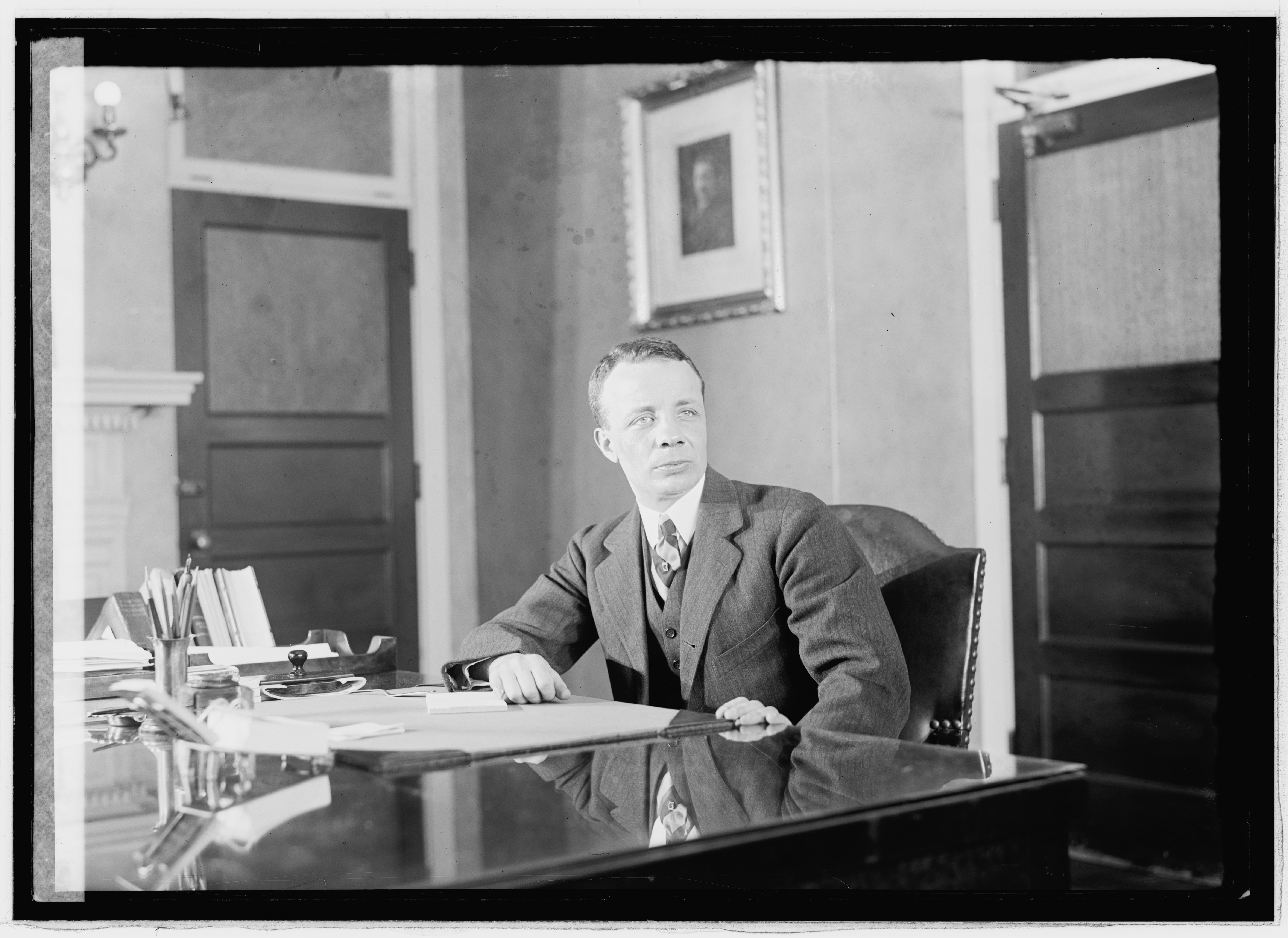
Phụ tá Bộ trưởng Hải quân Theodore Roosevelt Jr. năm 1921

Ngày 10 tháng 3 năm 1921, Ted Roosevet được Tổng thống Warren G. Harding bổ nhiệm làm Phụ tá Bộ trưởng Hải quân Hoa Kỳ, và phải thay mặt Edward Denby, Bộ trưởng Bộ Hải quân, đảm nhiệm các nhiệm vụ chính do Denby thường xuyên không có mặt ở Washington. Trong năm đầu tiên, ông trực tiếp theo dõi và điều hành việc cắt giảm tải trọng tàu chiến của Hải quân Hoa Kỳ để thỏa mãn với các điều khoản của Hiệp ước Giới hạn Trang bị Hải quân, và làm trung gian giữa Ngoại trưởng Charles Hughes và Hội đồng Hải quân Hoa Kỳ để đàm phán về việc cắt giảm vũ khí hải quân của Hoa Kỳ, Ông giành phần lớn mùa xuân năm 1922 để tham gia các phiên điều trần trước quốc hội, nhằm cố gắng ngăn chặn việc cắt giảm thêm nhân sự hải quân từ 86.000 người xuống còn 67.000 người.

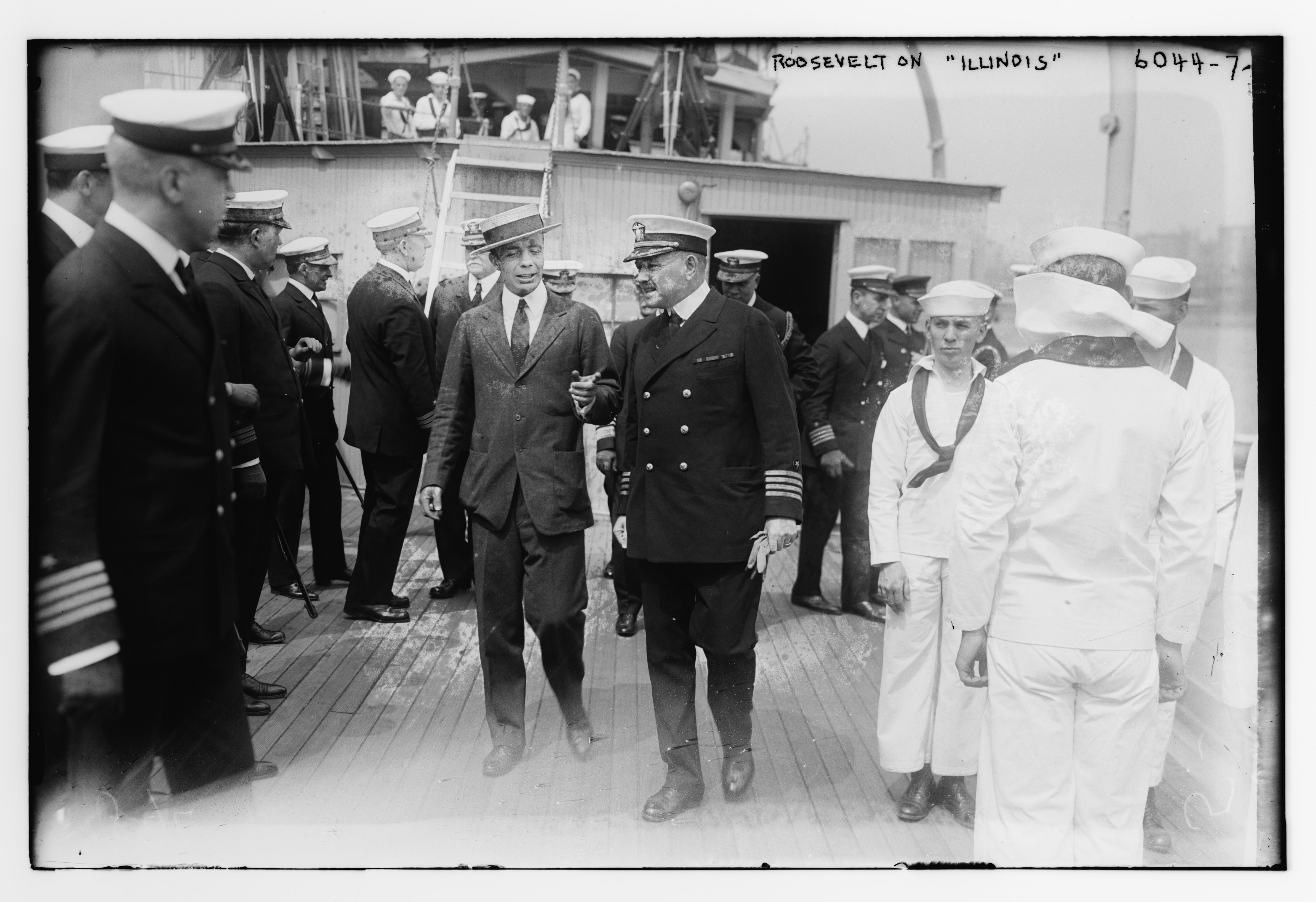
Theodore Roosevelt Jr. (trái) đang trò chuyện cùng Chuẩn Đô đốc Edward W. Eberle (phải) - Tư lệnh Hạm đội Thái Bình Dương Hoa Kỳ, trên thiết giáp hạm USS Illinois (IX-15)

Trong những năm tiếp theo, Roosevelt giám sát việc chuyển giao các hợp đồng chuyển quyền kiểm soát ba mỏ dầu liên bang ở Wyoming và California từ Bộ Hải quân sang Bộ Nội vụ, và sau cùng là chuyển cho các tập đoàn tư nhân. Các mỏ dầu này ban đầu được Tổng thống Taft ra quyết định thành lập nhằm tạo ra nguồn dự trữ dầu cho Hải quân, và bao gồm ba mỏ dầu ở hai khu vực chính: mỏ dầu Elk Hills (Khu Dự trữ Dầu khí Hải quân số 1) và mỏ dầu Buena Vista (Khu Dự trữ Dầu khí Hải quân số 2) ở Quận Kern, California; và mỏ dầu Teapot Dome (Khu Dự trữ Dầu khí Hải quân số 3) ở Quận Natrona, Wyoming. Năm 1922, Bộ trưởng Nội vụ Albert B. Fall đã cho Công ty Dầu khí Sinclair Consolidated của Harry F. Sinclair thuê mỏ Teapot Dome, và mỏ Elk Hills cho Công ty Vận tải & Dầu khí Pan American của Edward L. Doheny, ở mức giá thấp mà không cần đấu thầu cạnh tranh. Trong thời gian diễn ra việc chuyển giao, Ted đóng vai trò trung gian giữa Bộ Hải quân và Bộ Nội vụ; em trai của Ted, Archie, được Sinclair bổ nhiệm làm phó chủ tịch của Công ty Dầu khí Union, công ty con phụ trợ xuất khẩu của Sinclair Consolidated. Việc cho thuê mỏ dự trữ của chính phủ mà không thông qua đấu thầu cạnh tranh, cộng với mối quan hệ cá nhân và kinh doanh chặt chẽ giữa những người liên quan, trong đó có Ted Roosevelt, đã dẫn đến vụ bê bối Teapot Dome sau này.

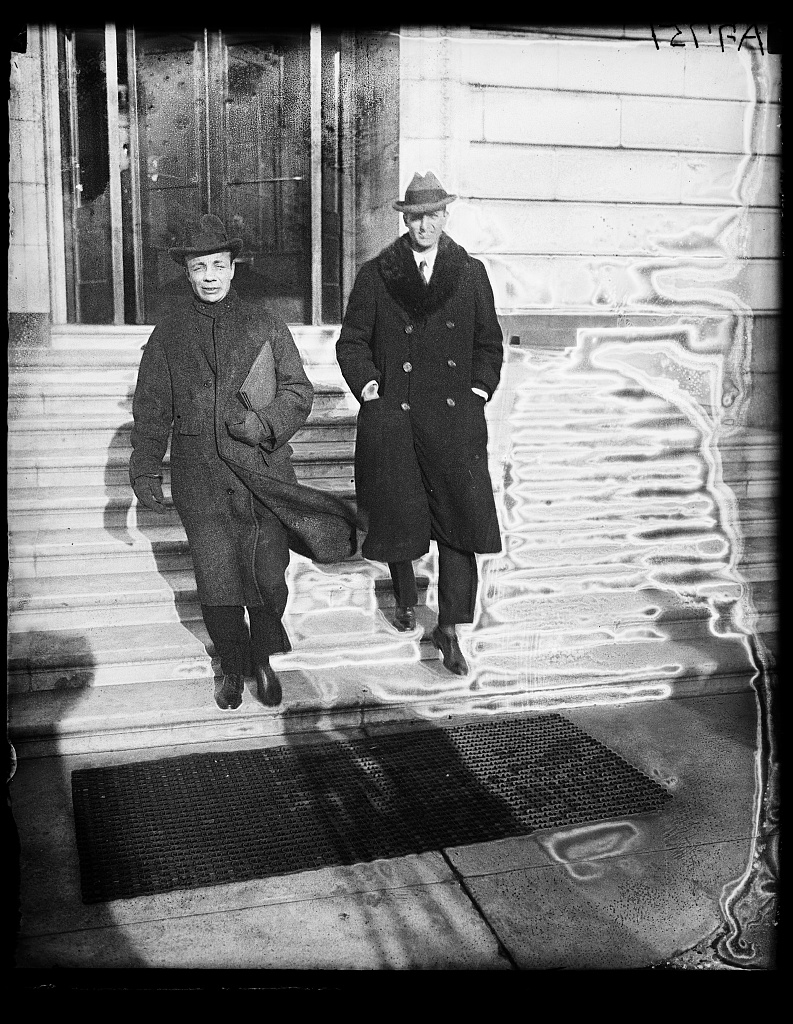
Theodore Roosevelt Jr. (trái) và em trai Archie Roosevelt (phải) trong thời gian diễn ra vụ bê bối Teapot Dome, 1924

Vụ việc bắt đầu bị phanh phui vào mùa xuân năm 1922, sau khi một số công nhân dầu khí ở Wyoming tổ chức biểu tình phản đối việc Sinclair Oil tiến hành khoan tại Teapot Dome mà không có bất kỳ thông báo, xác nhận nào tới họ và chính quyền địa phương. Mặc dù không hề hay biết về những giao dịch bí mật bất hợp pháp, Ted càng bị kéo sâu vào vấn đề này sau khi Bộ trưởng Fall yêu cầu ông điều động lính Thủy quân lục chiến đến Teapot Dome để dẹp các đợt biểu tình của công nhân dầu khí. Khi báo chí trong nước bắt đầu đưa tin về sự việc và cơ quan điều tra vào cuộc, Ted phải hủy bỏ chuyến câu cá ở Pennsylvania và tức tốc quay về Washington để chuẩn bị các buổi điều trần trước Quốc hội. Sau gần sáu năm điều tra, vào năm 1927, Tòa án Tối cao ra quyết định thu hồi các mỏ dự trữ lại và trao trả cho bên Hải quân. Năm 1929, Albert B. Fall bị kết án một năm tù, trở thành thành viên nội các tổng thống đầu tiên vào tù, và Sinclair nhận sáu tháng tù giam. Dù Ted và người em Archie được Ủy ban Thượng viện về Đất công xóa bỏ mọi cáo buộc và tuyên bố trắng án, nhưng danh tiếng của họ đã bị ảnh hưởng đáng kể. Archie sau đó từ chức và nhận một công việc trong công ty đầu tư của gia đình, Roosevelt & Son.
Trong thời gian điều tra vụ bê bối, Ted Roosevelt từ chức Phụ tá Bộ trưởng Hải quân và tham gia cuộc bầu cử Thống đốc bang New York năm 1924 với tư cách là ứng cử viên của Đảng Cộng hòa. Franklin Delano Roosevelt (FDR), anh họ của Ted, đã phát biểu về "thành tích tồi tệ" của Ted trong nhiệm kỳ làm Phụ tá Bộ trưởng Hải quân trong các vụ bê bối dầu mỏ. Ted đáp trả bằng lời nhận xét "Anh ấy là kẻ phá bĩnh" và "không xứng đáng với cái tên dòng họ chúng tôi", lời nhận xét khiến Anna Eleanor Roosevelt, em họ của Ted và là vợ của FDR, không hài lòng; và khiến bà quay sang hỗ trợ ứng cử viên của Đảng Dân chủ, Alfred E. Smith, ứng cử chức Thống đốc New York. Ted Roosevelt sau bị Al Smith đánh bại với số phiếu áp đảo là 105.000 phiếu.

### Thống đốc Puerto Rico

Bộ trưởng Bộ Chiến tranh James W. Good bắt tay chúc mừng Theodore Roosevelt Jr. sau khi Roosevelt được bổ nhiệm là Thống đốc Puerto Rico, ngày 9 tháng 11 năm 1929. Good qua đời do bị vỡ ruột thừa, gây ra bởi bệnh viêm phúc mạc, chín ngày sau khi bức ảnh này được chụp

Cuối tháng 5 năm 1929, Ted Roosevelt được Tổng thống Herbert Hoover bổ nhiệm làm Thống đốc Puerto Rico. Lúc này, Ted vẫn đang trong chuyến du ngoạn Đông Nam Á với Kermit Roosevelt, và bị mắc bệnh sốt rét khi đang dừng chân ở Đông Dương. Ban đầu, Roosevelt từ chối vì Puerto Rico không phải mong muốn của ông. Sau khi được vợ thuyết phục, Roosevelt chấp nhận chức vụ và trở thành Thống đốc Puerto Rico vào tháng 9 năm 1929.
Ted Roosevelt được người dân Puerto Rico đánh giá cao vì sự quan tâm của ông đối với người bản xứ và văn hóa địa phương, đặc biệt trong thời gian diễn ra Đại Khủng hoảng năm 1929. Để phát triển kinh tế và xã hội, ông đã thực hiện các đợt vận động hành lang tới Tổng thống Hoover và Quốc hội để đồng ý xét duyệt thêm các khoản viện trợ và khoản vay lớn cho người dân trên đảo, và cố gắng gắn kết nền kinh tế của Puerto Rico với nền kinh tế Hoa Kỳ thành một nền kinh tế thổng thể. Ted còn đích thân đi đến các vùng nông thôn và trực tiếp nói chuyện với những người nông dân đang gặp khó khăn nhằm tìm ra cách để cải thiện thương mại nông nghiệp. Ông còn giúp đẩy mạnh thương mại công nghiệp và du lịch cho Puerto Rico, nơi đã bỏ lỡ sự bùng nổ thương mại nói chung tại khu vực Caribe vào đầu những năm 1920. Để gia tăng số lượng các chuyến tàu du lịch dừng chân ở các cảng của hòn đảo — vốn chỉ có 13 chuyến vào năm 1929 — Ted và Eleanor đã tổ chức tiệc chiêu đãi khách du lịch tại căn nhà của họ, La Fortaleza, là nơi cư trú của thống đốc lâu đời nhất trên lãnh thổ Hoa Kỳ, có từ năm 1629. Để kích thích phát triển giáo dục địa phương, ông đã cho xuất bản nhiều tác phẩm văn học của các nhà thơ lớn như Luis Pales Matos, Luis Llorens Torres,... và cho tổ chức "Cuộc thi Roosevelt Poetry" hàng năm để tìm ra những bài thơ viết bằng tiếng Tây Ban Nha và tiếng Anh hay nhất được sáng tác bởi người Puerto Rico. Năm 1931, Ted Roosevelt bổ nhiệm Carlos E. Chardón, một nhà nghiên cứu nấm học, là Hiệu trưởng người Puerto Rico đầu tiên của Đại học Puerto Rico.
Để giao tiếp tốt với người bản địa, Ted đã tự mình học tiếng Tây Ban Nha bằng cách cố gắng học thuộc 20 từ mỗi ngày, và ông luôn dùng tiếng Tây Ban Nha để thực hiện các bài phát biểu của mình. Khi được báo chí Hoa Kỳ hỏi về Puerto Rico, Ted luôn đánh giá cao người dân Puerto Rico là những người có nhận thức cao, văn minh và có ảnh hưởng không nhỏ tới xã hội Hoa Kỳ. Ông trực tiếp cắt giảm và loại bỏ các chính sách "Mỹ hóa" ở Puerto Rico, và thường xuyên nói đùa rằng chính bản thân ông đã bị "Puerto Rico Hóa." Người dân Puerto Rico gọi ông là "El Jibaro de La Fortaleza" ("Người lạc hậu tại Dinh thự của Thống đốc") – một biệt danh mà ông thường tự gọi mình một cách đầy tự hào. Nhiệm kỳ của Ted Roosevelt tại Puerto Rico đã nhận được nhiều lời khen từ trong nước. Một tờ báo ở Baltimore đã nhận xét ông là "một trong những thống đốc thuộc địa giỏi nhất, và có lẽ là giỏi nhất trong lịch sử của chúng ta." Tổng thống Hoover đã khen ngợi Ted trong chuyến thăm Puerto Rico của ông vào hè năm 1931, và "tạo nên [một] tràng hò reo [từ khán giả] kéo dài đến mức vị Thống đốc [Roosevelt], đang ngồi cạnh bà Roosevelt, buộc phải đứng dậy và cúi đầu thừa nhận."

### Toàn quyền Philippines
Ấn tượng với những thành tích của Roosevelt trong thời gian làm Thống đốc Puerto Rico, vào tháng 1 năm 1932, Ted Roosevelt được Tổng thống Hoover bổ nhiệm làm Toàn quyền Philippines. Khi nhậm quyền, công việc đầu tiên mà Ted làm, tương tự như những gì ông đã làm ở Puerto Rico, là tạo một ấn tượng tốt tới người dân Philippines, bằng việc đọc bài phát biểu đầu tiên bằng tiếng Philippines. Ông vẫn tự mình đi đến các vùng xa xôi, vùng núi, đảo nhỏ để gặp gỡ và trò chuyện với những người bản địa. Nhờ đó, Ted được báo chí mô tả là "một vị thống đốc không ngại việc bị muỗi cắn." Cũng trong thời gian công tác ở Philippines, Ted được người dân bản địa gọi là "One Shot Teddy" vì tài thiện xạ của ông. Ông từng nói với Eleanor rằng ông mừng vì không tìm thấy bất kì vết đánh dấu nào trên con trâu mà ông bắn hạ.
Trong cuộc bầu cử Tổng thống Hoa Kỳ năm 1932, sau khi ứng cử viên Đảng Dân chủ Franklin D. Roosevelt tham gia tranh cử với Hoover trong nhiệm kỳ tiếp theo, Alice – chị gái của Roosevelt đã khuyên Ted quay trở về nước để hỗ trợ chiến dịch tái cử của Hoover. Roosevelt thông báo tới báo chí vào ngày 22 tháng 8 năm 1932 rằng, "Hoàn cảnh buộc tôi phải quay trở lại Hoa Kỳ trong một thời gian ngắn... Tôi sẽ trở lại Philippines vào tuần đầu tiên của tháng 11... Trong khi ở đó, tôi hy vọng mình có thể đạt được điều gì đó."
Phát biểu của Roosevelt đã tạo ra nhiều tranh cãi dữ dội. Các nhà kinh doanh Mỹ ở Philippines tỏ ra ngán ngẩm, và báo chí Hoa Kỳ bắt đầu mỉa mai rằng Toàn quyền Roosevelt trở về nước chỉ để ủng hộ việc Hoover tái cử. Hai tuần sau bài phát biểu của Roosevelt, Nhà Trắng gửi một bức điện về Manila, Philippines với nội dung "Tổng thống đã đi đến quyết định rằng ông không cần thiết phải bỏ nhiệm vụ của mình vì mục đích tham gia chiến dịch tranh cử." Ted cho rằng việc Franklin D. Roosevelt trúng cử sẽ đặt ra dấu chấm hết cho sự nghiệp chính trị của ông. Sau khi FDR thắng cử, Ted Roosevelt từ chức và quay trở về Hoa Kỳ.

### Trở về nước, sự nghiệp chính trị và kinh doanh tiếp theo
Sau khi kết thúc nhiệm kỳ ở Philippines, Ted Roosevelt và Eleanor đã tổ chức một chuyến du ngoạn kéo dài gần hai năm ở Châu Âu và Trung Đông, trước khi trở về nước vào tháng 9 năm 1935. Sau khi về nước, Ted được nhận làm giám đốc và sau đó là chủ tịch hội đồng quản trị của American Express. Công việc này được sắp xếp bởi Winthrop Aldrich, chủ tịch hội đồng quản trị của Ngân hàng Quốc gia Chase Bank, người đã kết hôn với một người anh em họ của Eleanor. Ngoài ra, Ted còn được mời tiếp quản chức vụ Chủ tịch Câu lạc bộ Đảng Cộng hòa Quốc gia, tổ chức đã mất một nửa số thành viên sau cuộc bầu cử năm 1932. Ông tiếp tục nhiệm vụ của mình tại Hội đồng Hướng đạo Quốc gia, trở thành phó chủ tịch của nó vào năm 1935; là thành viên hội đồng quản trị của Hiệp hội Quốc gia vì Sự tiến bộ của Người da màu (NAACP), giám đốc của Tổ chức Y tế Quốc gia dành cho Người da màu, và là ủy viên quản trị của Đại học Bethune-Cookman; ông cũng là thành viên hội đồng của Hội nghị Quốc gia về Cơ đốc nhân và người Do Thái. Sau chuyến đi săn ở Châu Á năm 1935, ông trở về nước và chấp nhận lời mời của một người bạn cũ, Nelson Doubleday, về làm việc tại công ty xuất bản sách Doubleday.
Ted Roosevelt được đề cử làm ứng cử viên tiềm năng cho cuộc bầu cử ứng cử viên tổng thống của Đảng Cộng hòa năm 1936, nhưng ông đã từ chối tiến hành chiến dịch tranh cử. Sau khi Alf Landon được bầu làm ứng cử viên của Đảng Cộng hòa, Ted được đề cử làm ứng cử viên Thống đốc New York năm 1936, nhưng ông tiếp tục từ chối.

## Chiến tranh Thế giới thứ hai và qua đời
Khi Chiến tranh Thế giới thứ hai ngày một lan rộng sang khắp thế giới, mặc dù có những phản đối ban đầu về sự can thiệp của Hoa Kỳ vào cuộc chiến và chính sách của người anh họ Franklin D. Roosevelt, Ted Roosevelt quyết định tái nhập ngũ. Sau một buổi huấn luyện sĩ quan nâng cao ở Trại Plattsburgh, Ted được thăng quân hàm Đại tá và được nhận vào Lục quân Hoa Kỳ với vai trò sĩ quan trừ bị.
Eleanor bắt đầu liên lạc tới người bạn cũ của Ted là Đại tướng George C. Marshall, hiện đang là Tham mưu trưởng Lục quân Hoa Kỳ, và nhờ Marshall tạo điều kiện cho Ted trở thành quân nhân chính quy. George Marshall sau nói với Ted rằng ông thường không thiên vị những trường hợp có liên quan tới chính trị, nhưng ông sẽ tạo điều kiện "nếu những gì ông [Roosevelt] muốn là một công việc nguy hiểm hơn những gì ông có." Ở tuổi 54, Ted trở thành quân nhân chính quy vào tháng 4 năm 1941, và được nắm giữ chức vụ Trung đoàn trưởng Trung đoàn Bộ binh 26 của Sư đoàn Bộ binh số 1, đơn vị cũ của ông trong Chiến tranh Thế giới thứ nhất. Vài ngày sau cuộc không kích bất ngờ của Nhật Bản vào Trân Châu Cảng, Ted Roosevelt được thăng quân hàm Chuẩn tướng. Khi được mời về Washington để nhận quân hàm Chuẩn tướng, Ted đã có một buổi gặp gỡ ngắn với Tổng thống Roosevelt. Theo Ted, những bất đồng giữa hai người anh em họ đã được hòa giải trong buổi gặp mặt, và ông nói thêm "Đây là đất nước của chúng ta, vấn đề của chúng ta, và tổng thống của chúng ta."
Tháng 1 năm 1942, Ted Roosevelt được bổ nhiệm là Phụ tá Sư đoàn trưởng Sư đoàn Bộ binh số 1 (Phó chỉ huy sư đoàn), dưới quyền của Thiếu tướng Terry de la Mesa Allen, Sư đoàn trưởng Sư đoàn Bộ binh số 1. Sư đoàn Bộ binh số 1 sau đó lên tàu khởi hành về Anh và tham gia các đợt huấn luyện tăng cường ở Scotland để chuẩn bị cho chiến dịch đổ bộ lớn sắp tới.

### Chiến dịch Torch – Tunisia

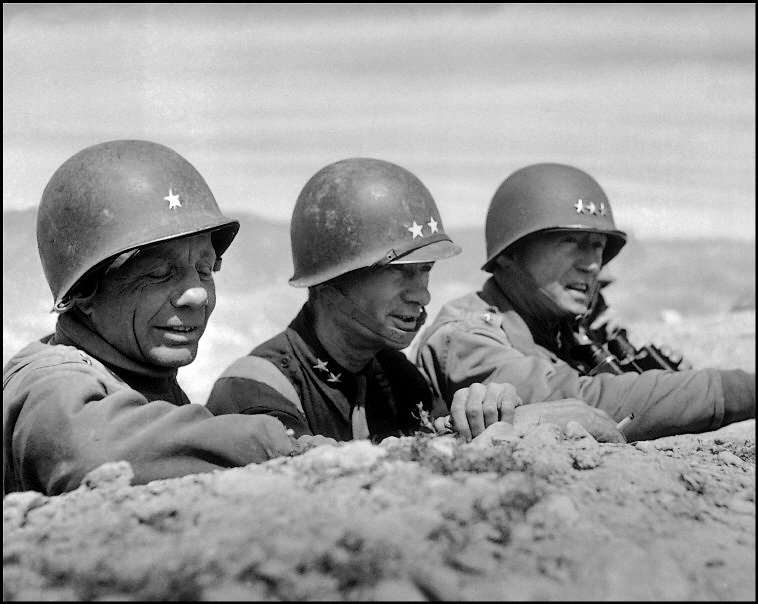
Từ trái qua phải: Chuẩn tướng Theodore Roosevelt Jr., Thiếu tướng Terry Allen và Trung tướng George Patton tại El Guettar, tháng 3 năm 1943

Ngày 8 tháng 11 năm 1942, Ted Roosevelt và Trung đoàn Bộ binh 26 đổ bộ vào bãi biển có định danh Y, nằm ở phía tây thành phố Oran, Algeria; sau đó phối hợp cùng với các đơn vị còn lại của Sư đoàn Bộ binh số 1 ở Bãi biển Z tiến công vào Oran. Cuối ngày 9 tháng 11, quân đồn trú Vichy Pháp ở Oran đầu hàng, và Sư đoàn Bộ binh số 1 tiến vào tiếp quản thành phố vào 10 giờ 30 phút sáng ngày 10 tháng 11. Ted Roosevelt được trao thưởng Huân chương Sao Đồng vì sự dũng cảm trong một đợt thị sát vào sáng ngày 9 tháng 11 năm 1942.
Từ giữa tháng 2 năm 1943, Thống chế Erwin Rommel mở cuộc phản kích lớn vào các vị trí của quân đội Đồng Minh, tạo thành một mặt trận trải dài 50 dặm từ đông sang tây qua các ngọn đồi và đèo của Tunisia. Ba trung đoàn của Sư đoàn Bộ binh số 1, trong đó có Trung đoàn 26 của Ted, đã chống cự các đơn vị thiết giáp của Rommel tại Sbiba, Kasserine, Djebel el Hamra ở rìa phía tây của Tunisia, một cách lộn xộn và thiếu tổ chức. Dù Rommel đã cho đơn vị của ông rút lui sau khì khi đà tiến công của họ bị chững lại ở Djebel el Hamra, đây là một thất bại lớn cho quân đội Đồng Minh tại Bắc Phi. Hơn 3.300 binh sĩ Mỹ tử trận và bị thương, trong đó có Quentin Roosevelt II, con trai út của Ted, bị thương do trúng đạn máy bay Đức ở Đèo Kasserine. Sau sự thất bại này, cấp trên của Ted, Thiếu tướng Lloyd Fredendal, bị cách chức Chỉ huy Quân đoàn II và được thay thế bởi Thiếu tướng George Patton. Patton được Ted nhận xét là "người đã tạo lên sự khác biệt cho thế giới này" và "chúng ta sẽ có một người chỉ huy thực thụ, người đã từng sống với lính của ông, đã dẫn dắt họ và đã chiến đấu cùng họ." Tháng 3 năm 1942, với sự phối hợp của các đơn vị Anh, Quân đoàn II của Patton tiến công vào Tunisia, nhằm đẩy Quân đoàn Châu Phi của Rommel ra khỏi khu vực. Ted Roosevelt và Trung đoàn 26 đã đánh chiếm thành công các mục tiêu trọng yếu ở Gafsa, El Guettar, và đẩy lùi các đợt phản kích của Sư đoàn Panzer số 10. Sư đoàn Bộ binh số 1 tiếp tục phối với quân đội Anh tiến công đánh chiếm thành phố Sfax, giúp kiểm soát hoàn toàn khu vực phía nam Tunisia. Nhờ thành tích phục vụ ở Bắc Phi, Ted Roosevelt được trao thưởng Huân chương Croix de Guerre (Huân chương Chiến công) của Pháp.

### Sicilia – Ý

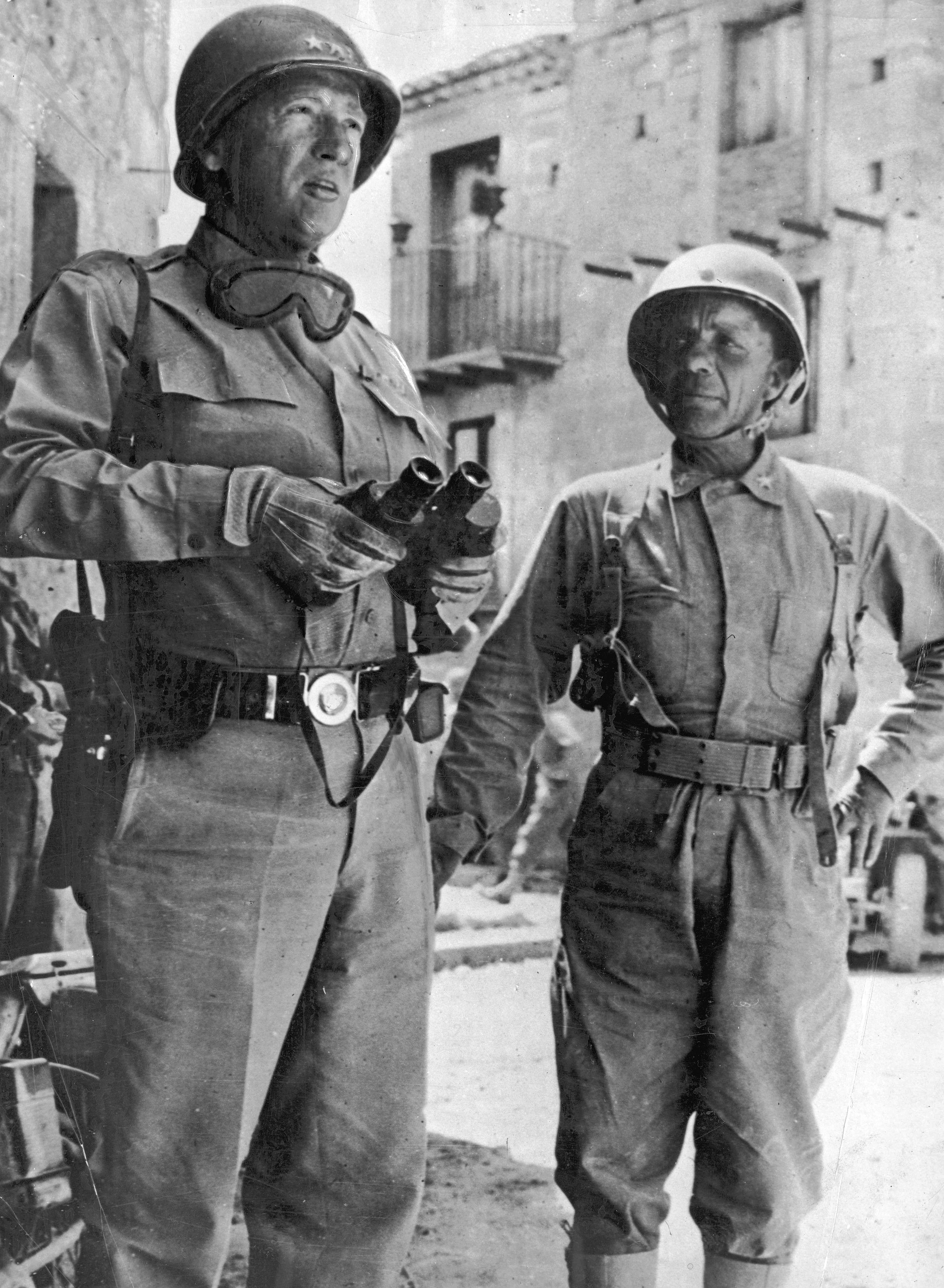
Trung tướng George S. Patton (trái) và Chuẩn tướng Theodore "Ted" Roosevelt Jr. (phải) tại Sicilia, tháng 7 năm 1943

Tháng 7 năm 1943, Sư đoàn Bộ binh số 1 tham gia vào chiến dịch đánh chiếm đảo Sicilia, có mật danh là Chiến dịch Husky. Trung đoàn Bộ binh 26 của Ted đổ bộ trong đợt đầu tiên vào sáng ngày 9 tháng 7 và nhanh chóng chiếm được Gela, một ngôi làng nằm đối diện với khu vực đổ bộ. Nhưng cuộc phản công dữ dội của Sư đoàn Panzer-Dù Hermann Göring số 1 và Sư đoàn Bộ binh số 4 "Livorno" đã khiến đà tiến quân của quân Đồng Minh chững lại tại bãi biển; và Phi trường Ponte Olivo được Trung đoàn 26 chiếm ba ngày sau đó, muộn 27 giờ so với kế hoạch ban đầu. Ngày 12 tháng 7, Ted Roosevelt và đơn vị của ông tiến vào Mazzarino trong sự đón chào của người dân Ý, và tiếp tục đánh bật Sư đoàn Panzer-Dù Hermann Göring số 1 ra khỏi Barrafranca. Trong thời gian đó, Ted chỉ ngủ được hơn một tiếng mỗi ngày.
Sau ba tuần chiến đấu liên tục, các đơn vị Anh–Mỹ tổng tấn công vào Messina, nhằm cô lập toàn bộ các đơn vị Đức và Ý tại thành phố này. Sư đoàn Bộ binh số 1 được giao nhiệm vụ đánh chiếm thị trấn Troina, thị trấn trọng yếu của người Đức tại Messina. Cuộc tấn công thất bại, hơn 100.000 binh sĩ Đức, Ý và các đơn vị thiết giáp đã kịp rút lui khỏi thị trấn và di tản về Ý.
Việc để hơn 100.000 binh sĩ phe Trục di tản thành công về Ý khiến Trung tướng Omar Bradley, chỉ huy Quân đoàn II tại Sicilia, rất phẫn nộ. Ông quyết định cách chức Thiếu tướng Allen và Chuẩn tướng Roosevelt khỏi bộ chỉ huy Sư đoàn Bộ binh số 1. Ngày 6 tháng 8, Ted quay trở về sở chỉ huy Trung đoàn 26 để nói lời tạm biệt với đơn vị cũ của ông, nhưng không thể đọc hết được lá thư từ biệt của mình do quá xúc động. Lá thư đó sau được Ted gửi về sở chỉ huy sư đoàn, và được dán lên bảng thông báo của sư đoàn:
Ngày 6 tháng 8 năm 1943
Gửi toàn thể sĩ quan và binh sĩ của Sư đoàn Bộ binh số 1
Hơn 26 năm trước, Sư đoàn 1 được thành lập, và tôi đã gia nhập đơn vị này vào thời điểm đó. Tôi đã phục vụ cùng đơn vị trong hai cuộc chiến và không phục vụ trong bất kỳ đơn vị nào khác.
Chúng ta đã cùng nhau chiến đấu; chúng ta biết đến nhau như những người đồng đội. Tôi không cần phải nói với các cậu những gì tôi nghĩ về các cậu, vì các cậu biết. Các cậu sẽ luôn luôn ở trong trái tim tôi.
Tôi đã được lệnh rời đi. Đó là một nỗi đau lớn đối với tôi, và tôi hy vọng rằng một thời gian nào đó tôi có thể trở lại, vì được ở bên các cậu là tôi cảm thấy được nơi mình thuộc về.
Thành tích của các cậu là tuyệt vời. Các cậu sẽ thêm những vinh dự mới vào lịch sử của chúng ta trong tương lai. Mong chiến kỳ của chúng ta sẽ mãi tung bay một cách hào hùng, và may mắn sẽ đến với tất cả các cậu trong những trận chiến trong tương lai.

Chuẩn tướng Theodore Roosevelt Jr.
Theodore Roosevelt Jr. sau đó cử về Algiers và được bổ nhiệm là sĩ quan liên lạc của Hoa Kỳ trong Quân đoàn Viễn chinh Pháp của Thống chế Alphones Juin, thuộc Tập đoàn quân số 5 của Trung tướng Mark W. Clark. Vào cuối tháng 9 năm 1943, Ted của các đơn vị Pháp tham gia đổ bộ vào đảo Corse, và sau đó là Ý, nơi ông chiến đấu tại mặt trận Monte Cassino tới cuối năm 1943. Khi thế trận ở Ý dần đi vào bế tắc, Ted đã nhờ vợ ông liên lạc với Tướng George Marshall để có thể giúp Ted "tìm một việc khác nguy hiểm hơn." Cuối tháng 2 năm 1944, Ted được bổ nhiệm là Phó chỉ huy trưởng Sư đoàn Bộ binh số 4, hiện đang được huấn luyện ở Anh để chuẩn bị cho cuộc đổ bộ ở Normandie. Trước khi rời Ý, Ted được tướng Mark Clark trao thưởng Huân chương Bắc Đẩu Bội tinh vì những đóng góp ở mặt trận Ý.

### Normandie
Sau khi đến Anh, Ted Roosevelt tức tốc huấn luyện cùng với Sư đoàn Bộ binh số 4, và yêu cầu cho phép ông tham gia vào đợt đổ quân đầu tiên liên tục bị từ chối bởi Thiếu tướng Raymond "Tubby" Barton, Sư đoàn trưởng Sư đoàn Bộ binh số 4. Ngày 26 tháng 5, ông gửi bức thư cuối cùng tới Barton với mong muốn Barton sẽ xem xét kỹ lưỡng trước khi đưa ra quyết định cuối cùng. Dù không muốn gửi con trai của nguyên Tổng thống Theodore Roosevelt tới cửa tử ở Normandie, Barton cuối cùng vẫn phải chấp nhận yêu cầu của Ted, và nói rằng "Khi tôi chào tạm biệt Ted ở Anh, tôi chưa bao giờ hy vọng rằng ông ấy sẽ sống sót trở về."

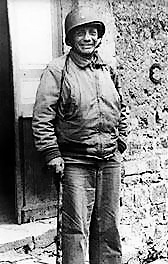
Chuẩn tướng Theodore "Ted" Roosevelt Jr. trong một chuyến thăm quan tại thị trấn Ste. Mere-Eglise, Pháp, tháng 6 năm 1944

Sáng ngày 6 tháng 6 năm 1944, Chuẩn tướng Roosevelt cùng Trung đoàn Bộ binh số 8 của Đại tá James Van Fleet và Tiểu đoàn Xe tăng 70 đổ bộ vào Bãi Utah. Ở độ tuổi 56, Ted là quân nhân Hoa Kỳ cao tuổi nhất có mặt trên bãi biển lúc đó, và con trai của ông, Đại úy Quentin Roosevelt II, đổ bộ cùng Tiểu đoàn Pháo Dã chiến 33 vào Bãi Omaha ở phía đông. Sau khi đổ bộ lên bãi biển, Ted bất ngờ nhận ra họ đã đổ bộ vào sai vị trí, nhưng ông vẫn cho tập hợp người của ông ở khu vực đụn cát chắn sóng, lập sở chỉ huy tạm thời và tự mình đi thăm dò bãi biển. Sau một hồi đi khảo sát, Ted thấy khu vực này có vị trí thuận lợi hơn vì chỉ có một trọng điểm so với hai trọng điểm ở khu vực dự tính, và nó đã bị phá hủy bởi đợt không kích của nhóm máy bay B-26 buổi sáng hôm đó. Ngoài ra, các đợt sóng mạnh buổi sáng đã quét đi gần hết số chướng ngại vật được đặt ở dưới mặt nước. Ted Rossevelt sau đó quay về điểm đổ bộ và liên lạc với hai tiểu đoàn trưởng là Trung tá Conrad C. Simmons và Carlton O. MacNeely của hai tiểu đoàn đổ bộ đợt sau để phối hợp tấn công ở điểm đổ bộ mới. Thay vì tốn thêm thời gian để đưa quân về địa điểm đổ bộ cũ, Ted Roosevelt đưa ra quyết định qua một câu nói nổi tiếng "Chúng ta sẽ bắt đầu trận chiến ngay tại đây" ("We'll start the war from right here") và truyền lệnh tới các đơn vị phía sau về khu vực đổ bộ mới.
Khi Trung đoàn Bộ binh số 8 tiến sâu vào đất liền, Ted Roosevelt đã ở lại bãi biển để trực tiếp chỉ đạo các đơn vị đổ bộ mới tiến công theo lộ trình mới. Một hạ sĩ quan của Trung đoàn Bộ binh số 8 đã thấy Roosevelt ở trên bãi biển "một tay chống gậy, một tay cầm tấm bản đồ, đi lại như thể ông ấy đang xem xét bất động sản vậy." Trong buổi sáng cùng ngày, Sư đoàn 4 liên kết được với các đơn vị lính dù của Sư đoàn Không vận 82 và 101 đang chiến đấu ở trong đất liền với mức thương vong 197 người.
Khi Thiếu tướng Barton có mặt tại Bãi Utah vào khoảng 11 giờ sáng, ông gặp lại Ted Roosevelt, người lúc này đang chỉ đạo các đơn vị đổ bộ tiến qua bãi biển:
Trong khi tôi đang cố gắng định hình [các mệnh lệnh] trong đầu, Ted Roosevelt xuất hiện. Ông ấy đã đổ bộ cùng đợt đầu tiên, đã đưa lính của tôi vượt qua bãi biển, và đã có được một bức tranh toàn cảnh (như Roosevelt đã hứa với tôi trước đó nếu tôi cho phép ông ấy tham gia đổ bộ đợt đầu tiên) về tình hình hiện tại. Tôi rất quý Ted. Khi tôi đồng ý cho ông ấy tham gia vào đợt đổ quân đầu tiên, tôi cảm thấy chắc chắn rằng ông ấy sẽ chết. Khi tôi nói lời từ biệt Ted ở Anh, tôi chưa từng hy vọng sẽ thấy ông ấy sống sót quay trở lại. Bạn có thể tưởng tượng được cảm xúc của tôi khi tôi chào đón ông ấy lúc ông ấy ra gặp tôi [gần La Grande Dune]. Ông ấy như thể đang phát nổ với đủ các loại thông tin khác nhau.
Sau khi quân đồn trú Đức tại Cherbourg đầu hàng quân Đồng Minh, Ted Roosevelt được bộ chỉ huy Đồng Minh bổ nhiệm làm thị trưởng của thành phố.

### Qua đời
Ted Roosevelt đã gặp nhiều vấn đề về sức khỏe trong thời gian diễn ra Chiến tranh Thế giới thứ hai. Ông mắc bệnh viêm phổi trong thời gian chuẩn bị bay về Anh, bệnh viêm khớp xuất phát từ các vết thương cũ của ông trong Chiến tranh Thế giới thứ nhất, và bệnh về tim. Dù vậy, Ted chưa bao giờ tiết lộ những thông tin đó tới các bác sĩ và cấp trên của ông. Trong thời gian ở Normandie và Cherbourg, thời tiết mưa liên tục và áp lực trong việc điều hành tái thiết Cherbourg đã khiến bệnh tình của ông càng có nhiều chuyển biến xấu.
Khoảng mười giờ tối ngày 12 tháng 7 năm 1944, hơn một tiếng sau buổi nói chuyện với con trai của ông (Đại úy Quentin Roosevelt II) ở Méautis, Ted Roosevelt bất ngờ lên cơn đau tim, và ông nhanh chóng được quân y đưa vào một xe tải giường nằm để cứu chữa. Ông qua đời gần nửa đêm cùng ngày, thọ 56 tuổi. Trước khi mất, Ted Roosevelt vẫn chưa được thông tin rằng, ông đã được Trung tướng Bradley, lúc này là chỉ huy trưởng Tập đoàn quân số 1 Hoa Kỳ, chọn để phong quân hàm Thiếu tướng và cho tiếp quản chức vụ Sư đoàn trưởng Sư đoàn Bộ binh 90. Yêu cầu này đã được đặt trên bàn làm việc của Đại tướng Dwight D. Eisenhower – Tư lệnh Tối cao của Lực lượng Viễn chinh Đồng minh, để chờ được chấp thuận vào buổi sáng ngày hôm sau.

Đám tang của Roosevelt được cử hành vào ngày 13 tháng 7 năm 1944 tại nghĩa trang Sainte-Mère-Église, Normandie. Buổi lễ có sự tham gia của nhiều sĩ quan cấp cao của Hoa Kỳ như Trung tướng Omar N. Bradley – chỉ huy trưởng Tập đoàn quân số 1, Trung tướng George S. Patton – chỉ huy trưởng Tập đoàn quân số 3, Thiếu tướng Raymond O. Barton – Sư đoàn trưởng Sư đoàn Bộ binh số 4 (cấp trên của Ted), Thiếu tướng Clarence R. Huebner – Sư đoàn trưởng Sư đoàn Bộ binh số 1, Trung tướng Courtney Hodges – phó chỉ huy trưởng Tập đoàn quân số 1, Thiếu tướng Joseph L. Collins – chỉ huy trưởng Quân đoàn VII, và con trai của Ted – Quentin Roosevelt II. Sau chiến tranh, mộ của Ted Roosevelt được chuyển về Nghĩa trang Hoa Kỳ tại Normandy, nơi được xây dựng để chôn cất những binh sĩ Hoa Kỳ tử trận trong thời gian diễn ra Chiến dịch Overlord. Năm 1955, mộ ông được di dời về khu vực mới, đặt bên cạnh phần mộ của Thiếu úy Quentin Roosevelt, người em trai của ông đã hi sinh trong cuộc Chiến tranh Thế giới thứ nhất.

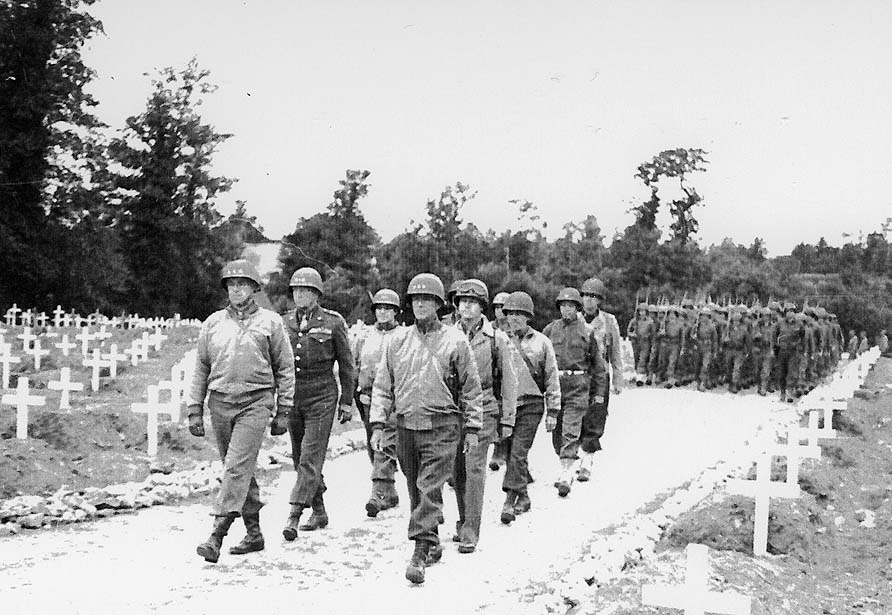
Đội hình hộ tang danh dự trong đám tang của Chuẩn tướng Theodore Roosevelt Jr., ngày 13 tháng 7 năm 1944. Từ trái qua phải, Hàng 1: Trung tướng Omar Bradley và Trung tướng Courtney H. Hodges; Hàng 2: Trung tướng George S. Patton và Thiếu tướng "Lightning Joe" Collins; Hàng 3: Thiếu tướng Clarence Huebner và Thiếu tướng Raymond Barton
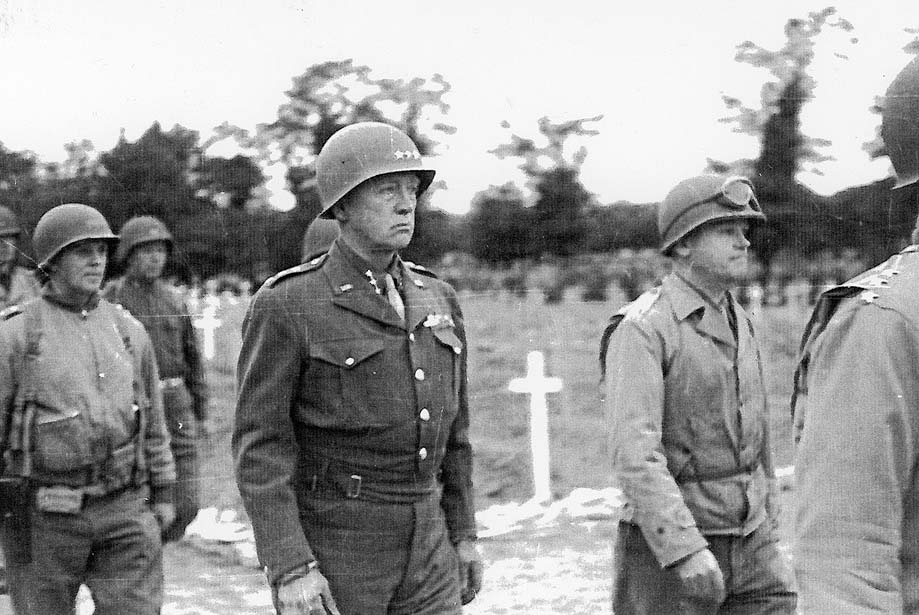
Trung tướng George S. Patton trong tang lễ của Chuẩn tướng Roosevelt
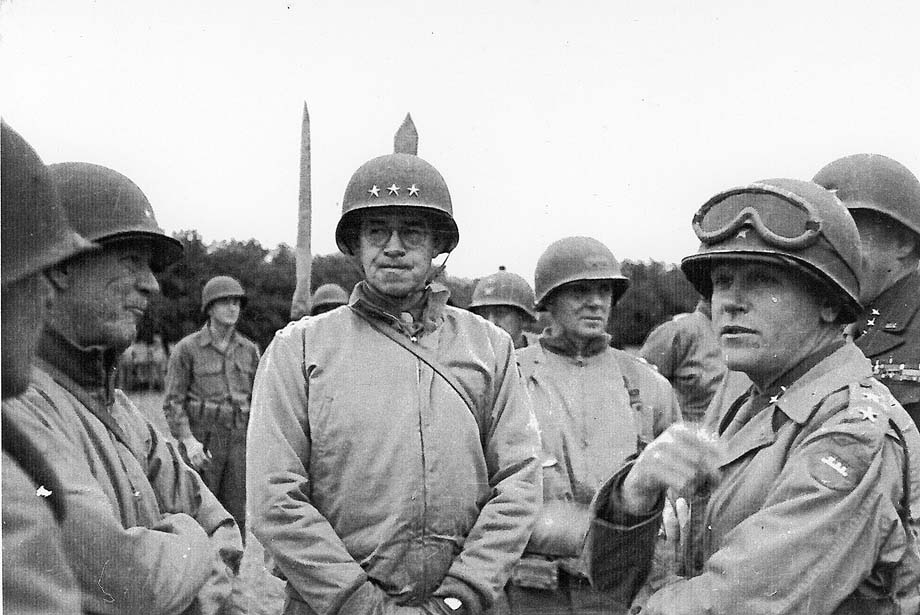
Trái qua phải: Thiếu tướng Raymond Barton, Trung tướng Omar Bradley và Thiếu tướng J. Lawton Collins trong tang lễ của Roosevelt. George Patton đang đứng ở phía sau Collins
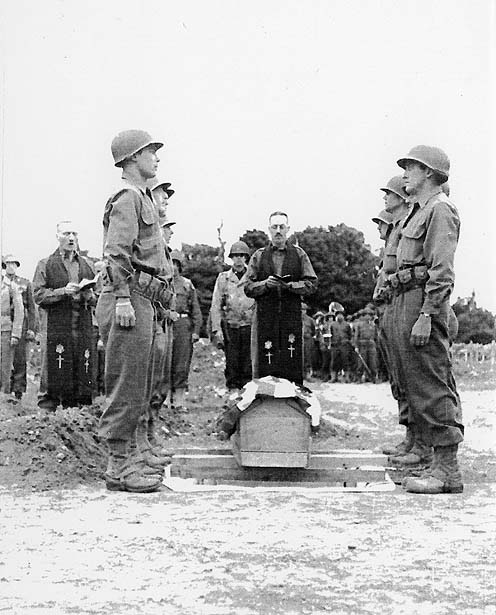
Linh cữu của Chuẩn tướng Roosevelt
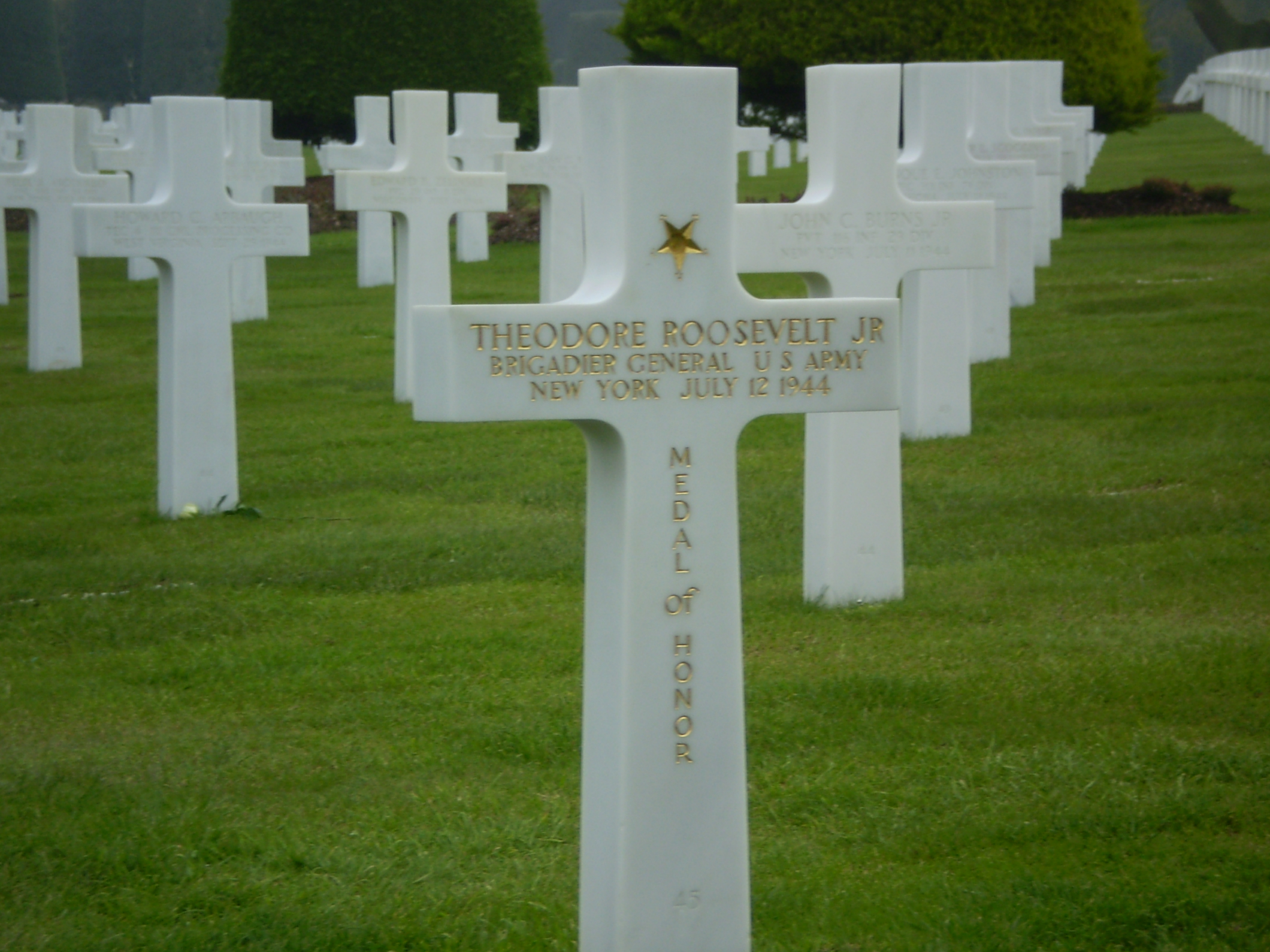
Mộ của Theodore Roosevelt Jr. tại Normandie

## Giải thưởng và vinh danh

### Huân chương
Nhờ những đóng góp trong Chiến tranh Thế giới thứ nhất và Chiến tranh Thế giới thứ hai, Chuẩn tướng Theodore Roosevelt Jr. được trao thưởng và truy tặng những huân chương sau:
|                                                                             |                                                                   |  |
| Bronze oak leaf cluster · Bronze oak leaf cluster · Bronze oak leaf cluster |                                                                   |  |
|                                                                             | Silver star                                                       |  |
|                                                                             | Arrowhead · Bronze star · Bronze star · Bronze star · Bronze star |  |
|                                                                             |                                                                   |  |

| Huân chương Danh dự                    | Huân chương Danh dự                    | Huân chương Danh dự                    | Huân chương Danh dự                    | Huân chương Thập tự Phục vụ Xuất sắc                                                                          | Huân chương Thập tự Phục vụ Xuất sắc                                                                          | Huân chương Thập tự Phục vụ Xuất sắc                                                                          | Huân chương Thập tự Phục vụ Xuất sắc                                                                          | Huân chương Phục vụ Xuất sắc         | Huân chương Phục vụ Xuất sắc         | Huân chương Phục vụ Xuất sắc         | Huân chương Phục vụ Xuất sắc         |
| Huân chương Sao Bạc với ba lá sồi đồng | Huân chương Sao Bạc với ba lá sồi đồng | Huân chương Sao Bạc với ba lá sồi đồng | Huân chương Sao Bạc với ba lá sồi đồng | Huân chương Sao Đồng với Huy hiệu "V"                                                                         | Huân chương Sao Đồng với Huy hiệu "V"                                                                         | Huân chương Sao Đồng với Huy hiệu "V"                                                                         | Huân chương Sao Đồng với Huy hiệu "V"                                                                         | Bắc Đẩu Bội tinh                     | Bắc Đẩu Bội tinh                     | Bắc Đẩu Bội tinh                     | Bắc Đẩu Bội tinh                     |
| Huân chương Trái tim Tím               | Huân chương Trái tim Tím               | Huân chương Trái tim Tím               | Huân chương Trái tim Tím               | Huân chương Chiến thắng Thế chiến I với một ngôi sao bạc                                                      | Huân chương Chiến thắng Thế chiến I với một ngôi sao bạc                                                      | Huân chương Chiến thắng Thế chiến I với một ngôi sao bạc                                                      | Huân chương Chiến thắng Thế chiến I với một ngôi sao bạc                                                      | Huân chương Phục vụ Phòng vệ Hoa Kỳ  | Huân chương Phục vụ Phòng vệ Hoa Kỳ  | Huân chương Phục vụ Phòng vệ Hoa Kỳ  | Huân chương Phục vụ Phòng vệ Hoa Kỳ  |
| Huân chương Chiến dịch Hoa Kỳ          | Huân chương Chiến dịch Hoa Kỳ          | Huân chương Chiến dịch Hoa Kỳ          | Huân chương Chiến dịch Hoa Kỳ          | Huân chương Chiến dịch Trung Đông - Châu Phi - Châu Âu với bốn ngôi sao đồng và một huy hiệu mũi tên màu đồng | Huân chương Chiến dịch Trung Đông - Châu Phi - Châu Âu với bốn ngôi sao đồng và một huy hiệu mũi tên màu đồng | Huân chương Chiến dịch Trung Đông - Châu Phi - Châu Âu với bốn ngôi sao đồng và một huy hiệu mũi tên màu đồng | Huân chương Chiến dịch Trung Đông - Châu Phi - Châu Âu với bốn ngôi sao đồng và một huy hiệu mũi tên màu đồng | Huân chương Chiến thắng Thế chiến II | Huân chương Chiến thắng Thế chiến II | Huân chương Chiến thắng Thế chiến II | Huân chương Chiến thắng Thế chiến II |
| Bắc Đẩu Bội tinh (Pháp)                | Bắc Đẩu Bội tinh (Pháp)                | Bắc Đẩu Bội tinh (Pháp)                | Bắc Đẩu Bội tinh (Pháp)                | Huân chương Chiến công                                                                                        | Huân chương Chiến công                                                                                        | Huân chương Chiến công                                                                                        | Huân chương Chiến công                                                                                        | Huân chương Giải phóng Nước Pháp     | Huân chương Giải phóng Nước Pháp     | Huân chương Giải phóng Nước Pháp     | Huân chương Giải phóng Nước Pháp     |

#### Huân chương Danh dự

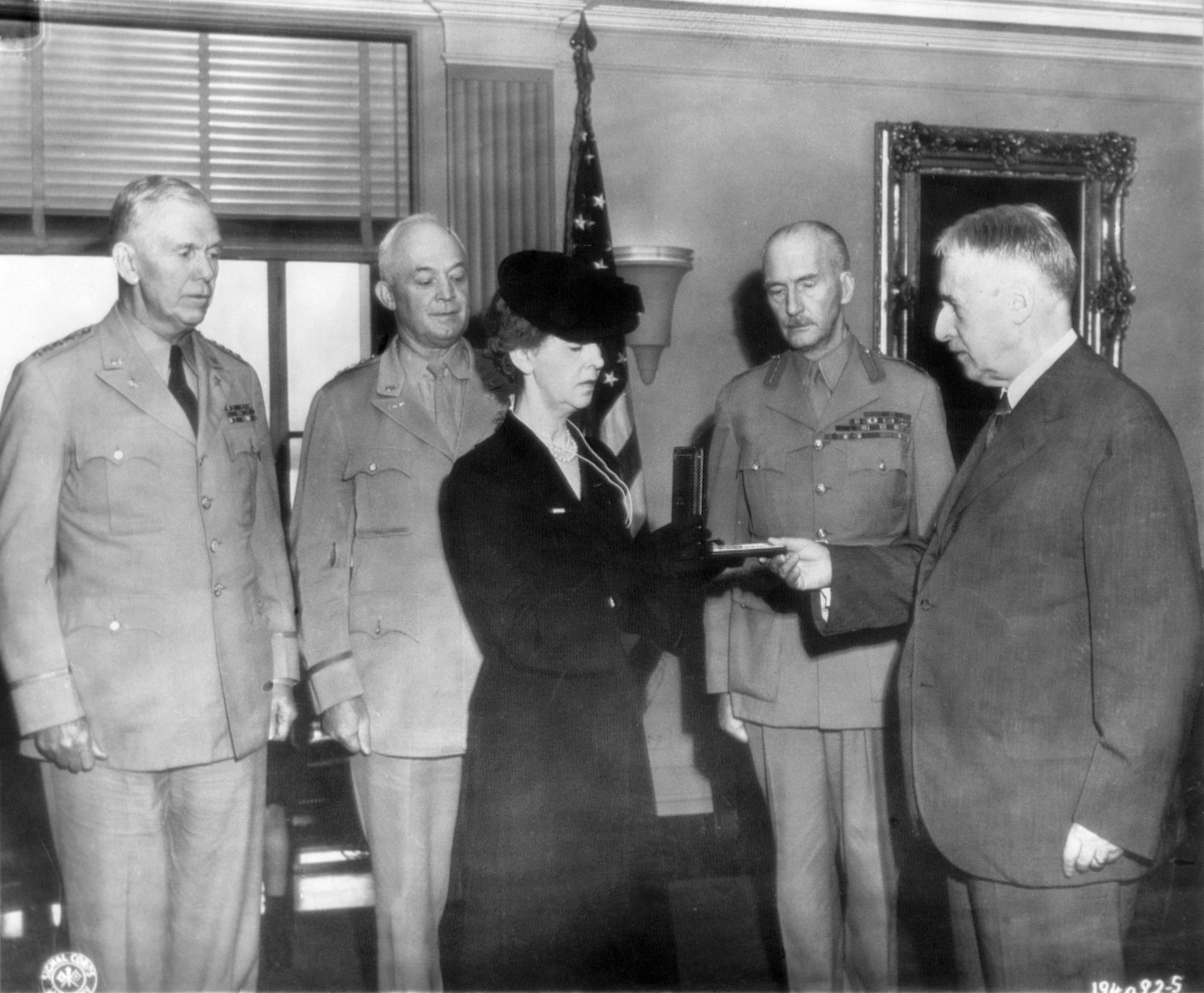
Eleanor Butler Roosevelt thay mặt chồng nhận tấm Huân chương Danh dự tại Washington, 21 tháng 9 năm 1944. Từ trái qua phải: Đại tướng George C. Marshall (Tham mưu trưởng Lục quân), Đại tướng Henry H. Arnold (Chỉ huy trưởng Không lực Lục quân Hoa Kỳ), Eleanor Roosevelt, Thống chế John Drill (Đại diện cấp cao của Anh trong Hội đồng Tham mưu trưởng Liên hợp) và Henry L. Stimson (Bộ trưởng Chiến tranh Hoa Kỳ)

Ban đầu, Thiếu tướng Barton đã gửi đề nghị trao thưởng Ted Roosevelt Huân chương Thập tự Phục vụ Xuất sắc vì những đóng góp trong cuộc đổ bộ tại Bãi Utah. Sau khi Ted qua đời, đề nghị này được nâng cấp lên thành Huân chương Danh dự – huân chương cao quý nhất của quân đội Hoa Kỳ được trao cho những quân nhân có hành động thể hiện sự dũng cảm vượt xa yêu cầu của nhiệm vụ, và được Eisenhower chấp thuận. Theodore Roosevelt Jr. được truy tặng Huân chương Danh dự vào ngày 21 tháng 9 năm 1944 tại Washington, Eleanor Roosevelt, vợ ông, đã thay mặt Ted nhận tấm huân chương này.
Vì lòng dũng cảm và gan dạ trong ngày 6 tháng 6 năm 1944, ở Pháp. Sau hai lần yêu cầu cho phép tham gia vào đợt tấn công đầu tiên ở Normandy bị từ chối, Chuẩn tướng Roosevelt đã viết đơn yêu cầu và được chấp thuận, và ông đã đổ bộ cùng đợt xung kích đầu tiên lên bãi biển của kẻ thù. Ông liên tục dẫn đầu các nhóm binh sĩ ra khỏi bãi biển, vượt qua tường chắn sóng và dẫn dắt họ vào đất liền. Lòng dũng cảm, gan dạ, có mặt tại mọi chỗ hiểm nguy và mặc mọi rủi ro của ông đã truyền cảm ứng cho binh sĩ về sự tận tâm và sự hy sinh quên mình. Mặc dù kẻ thù liên tục bắn về phía bãi biển, Chuẩn tướng Roosevelt đã đi từ chỗ này tới chỗ nọ, tập hợp người xung quanh mình, chỉ đạo và trực tiếp dẫn dắt họ tấn công kẻ thù. Dưới sự lãnh đạo dày dạn kinh nghiệm, chính xác, bình tĩnh và không nao núng của ông, quân tấn công đã hạ gục các cứ điểm trên bãi biển và nhanh chóng tiến vào đất liền với thương vong tối thiểu. Do đó, ông đã đóng góp đáng kể vào việc thiết lập thành công các đầu cầu bãi biển ở Pháp.

Ngày 16 tháng 1 năm 2001, cố tổng thống Theodore Roosevelt được Tổng thống Bill Clinton chấp thuận truy tặng Huân chương Danh dự vì sự dũng cảm trong trận chiến tại Đồi Kettle ngày 1 tháng 7 năm 1898. Theodore Roosevelt và Theodore Roosevelt Jr. trở thành cặp cha con thứ hai trong lịch sử Hoa Kỳ được tặng thưởng Huân chương Danh dự, sau cha con Arthur và Douglas MacArthur.

### Vinh danh
Trong thời gian làm Thống đốc Puerto Rico, tên của Theodore Roosevelt Jr. đã được dùng để đặt làm tên khoa học cho hai loài thằn lăn vùng Caribe là Anolis roosevelti và Sphaerodactylus roosevelti, để vinh danh ông. Hai loài này đã được nghiên cứu chi tiết vào năm 1931 bởi nhà bò sát học người Mỹ Chapman Grant, cháu trai của nguyên Tổng thống Hoa Kỳ Ulysses S. Grant.

## Đời tư

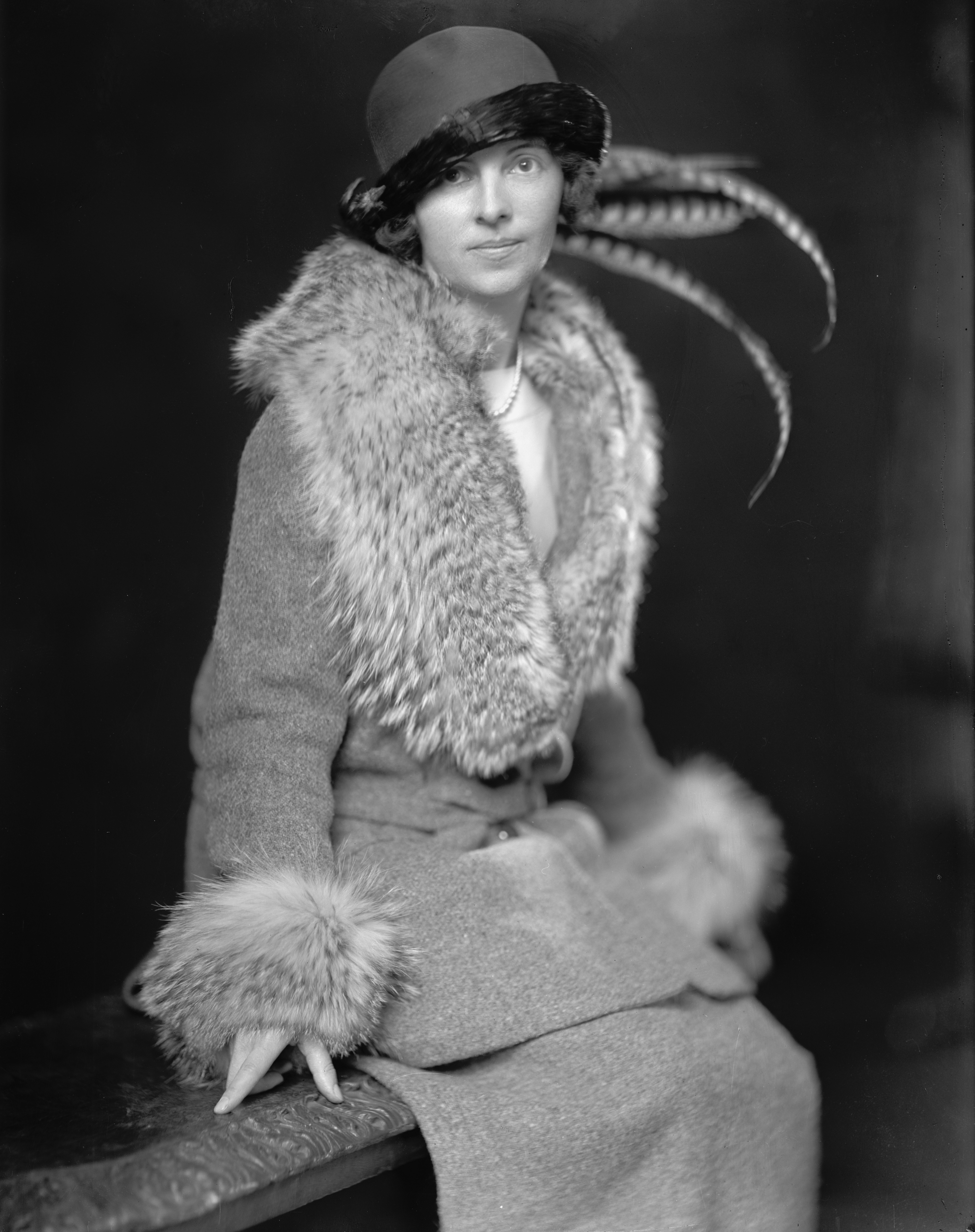
Eleanor Butler Alexander Roosevelt

Ted Roosevelt gặp Eleanor Butler Alexander (1888–1960) vào tháng 10 năm 1908, tại một ga xe lửa ở New Haven, Connecticut. Ted được Eleanor nhận xét là một người "luôn chú ý trong hành vi, cử chỉ của mình để khiến người khác luôn cảm thấy được thoải mái nhất." Hai người kết hôn vào tháng 6 năm 1910, sự kiện này được đăng tải trên nhiều trang báo lớn và thu hút được nhiều sự chú ý của dư luận nước Mỹ, một điều khiến cho Eleanor và mẹ của bà cảm thấy không được thoải mái. Họ có bốn người con:
- Grace Roosevelt McMillan (1911–1994)
- Theodore Roosevelt III (1914–2001)
- Cornelius V. S. Roosevelt III (1915–1991)
- Quentin Roosevelt II (1919–1948)

## Phong cách cầm quân
Trong thời gian tại ngũ, Theodore Roosevelt Jr. đã nhận được nhiều sự kính trọng từ những người đồng cấp và binh lính dưới quyền ông. Theo Charles Ridgeley, phụ tá của Ted trong Chiến tranh Thế giới thứ nhất, Ted được mọi người "từ Đại tá Hamilton Smith, trung đoàn trưởng Trung đoàn 26, tới các Đại úy của Tiểu đoàn 1, và toàn bộ các hạ sĩ quan trong đơn vị" đối xử một cách đầy kính trọng. Khi Tiểu đoàn 1 của Ted đóng quân tại một ngôi làng ở Demange-aux-Eaux để huấn luyện chuẩn bị ra chiến trường, ông đã tự bỏ tiền túi và nhờ vợ ông ở Paris mua hộ "12 thùng nước ngọt, mười pound thuốc lá, đầy đủ bộ ảnh và đồng phục của các đội bóng chày, 12 cặp găng tay quyền anh, 12 quả bóng bầu dục, sáu quả bóng rổ, 858 bộ trống và nhiều bộ yên ngựa tốt" để phát cho người của ông.
Trong thời gian ở Bắc Phi, Ted thường xuyên đi thăm binh sĩ của ông đang chiến đấu ở tiền tuyến nhiều hơn cả Thiếu tướng Allen. Ông thường ăn mặc xộc xệch và giản dị, và điều này vẫn tiếp tục ngay cả sau khi Trung tướng Patton trở thành cấp trên của Ted và Allen. Ted có dáng đi mà phóng viên chiến trường Ernie Pyle mô tả là "dáng đi của một con gà trống với những bước đi ngắt quãng nhanh, cùng với một chiếc gậy chống mà Ted thường kẹp trong chiếc áo khoác dã chiến của ông." Khi đến thăm các tiểu đoàn hoặc đại đội, ông luôn đi kiểm tra bếp nấu ăn của đơn vị để đảm bảo rằng những người lính ngoài mặt trận đang được cung cấp những bữa ăn tốt nhất hiện có.
Tuy nhiên, phong cách của Ted, cùng với tính cứng rắn, nghiện rượu của Allen, đã rơi vào sự chú ý của Trung tướng George S. Patton – Chỉ huy Quân đoàn II ở Bắc Phi và Tập đoàn quân số 7 ở Sicilia. Cách cầm quân khác lạ, và việc ăn mặc xuề xòa, hiếm khi mặc đúng đồng phục chiến trường theo quy định của Ted đã khiến Patton – người luôn coi trọng hình thức, cảm thấy không hài lòng. Sau khi quân Đồng Minh đánh chiếm thành công Sicilia, Patton cho rằng "Teddy cần phải đi, dù dũng cảm, nhưng mặt khác, không phải một người lính." Patton đã báo cáo việc này lên tướng Eisenhower – lúc này đang là Tư lệnh Tối cao Đồng minh tại Mặt trận Địa Trung Hải, và cuối cùng, cả Terry Allen và Theodore Roosevelt Jr. đều bị thuyên chuyển khỏi Sư đoàn Bộ binh số 1. Dù vậy, Patton vẫn viết trong cuốn hồi ký của ông rằng "Ted là một trong những người dũng cảm nhất mà tôi từng biết" và đã có mặt trong tang lễ của Ted ở Normandie với tư cách là người hộ tang danh dự.
Tang lễ, đáng lẽ phải hoành tráng, lại rất tẻ nhạt. Thay vì đọc những bài điếu văn truyền thống, hai nhà thuyết giáo không rõ giáo phái đã đọc các bài diễn văn dưới vỏ bọc là các bài cầu nguyện. Đội hộ tang danh dự lại được sắp xếp đứng ở chỗ xa trong các đội hình riêng lẻ thay vì một hàng dài nối liền. Đến cuối buổi lễ, các tổ pháo phòng không của chúng tôi gần Coutances đã nổ súng bắn trả một đợt tấn công của máy bay Đức và tạo thành một lễ cầu siêu thích hợp cho đám tang của một người đàn ông thực sự dũng cảm.
Thiếu tướng Omar Bradley, đại diện của Dwight D. Eisenhower ở Bắc Phi, người thường xuyên chỉ trích Ted, đã nhận xét Ted là "một người đàn ông dũng cảm, ham chơi, thấp bé, có dáng đi lê bước về phía trước với một cây gậy chống... điều hành sư đoàn của mình với một tính cách điển hình. Chất giọng ễnh ương vui vẻ của ông ấy đã vang vọng một cách trấn an tới mọi con đèo ở Tunisia, nơi các tay súng của sư đoàn ông đang chiến đấu với quân Đức." Khi ở Sicilia, Bradley đã ủng hộ Patton việc cách chức Ted khỏi chức vụ Phó chỉ huy Sư đoàn Bộ binh số 1 với lý do là "Ted quá yêu quý sư đoàn của ông... dễ tạo nhiều khó khăn cho những người kế nhiệm sau này." Nhiều thập kỷ sau, Bradley đã nhận xét về Ted Roosevelt rằng "Tôi chưa từng thấy một người đàn ông nào dũng cảm hơn, cũng như một người lính tận tụy hơn [như Ted Roosevelt]."

## Trong văn hóa đại chúng
- Chiến công của Roosevelt tại Bãi Utah trong Chiến dịch Neptune đã được khắc họa trong bộ phim The Longest Day, được công chiếu vào năm 1962. Bộ phim dựa trên cuốn sách cùng tên của nhà sử học Cornelius Ryan và Roosevelt được thủ vai bởi diễn viên Henry Fonda.[132][133]
- Cuộc đời, quan điểm chính trị và đóng góp của Roosevelt đã được đề cập trong bộ phim dài tập The Roosevelt năm 2014 của đạo diễn Ken Burns.

### Sách tham khảo
- Brady, Tim (2017). His Father's Son: The Life of General Ted Roosevelt, Jr. Oregon: Berkley. ISBN 978-1101988152.
- Roosevelt, Eleanor (1959). Day Before Yesterday: The Reminiscences of Mrs. Theodore Roosevelt, Jr. New York: Doubleday.
- Morris, Edmund (2001). The Rise of Theodore Roosevelt. Random House Trade Paperbacks. ISBN 978-0375756788.
- Collier, Peter; Horowitz, David (1995). The Roosevelts: An American Saga. Simon & Schuster. ISBN 978-0684801407.
- Renehan, Edward (1999). The Lion's Pride: Theodore Roosevelt and His Family in Peace and War. Oxford University Press. ISBN 978-0-19-028541-8.
- McCartney, Laton (2009). The Teapot Dome Scandal: How Big Oil Bought the Harding White House and Tried to Steal the Country. Random House Trade Paperbacks. ISBN 978-0812973372.
- Clark, Truman (1975). Puerto Rico and the United States, 1917-1933 (Pitt Latin American Series). University of Pittsburgh Press. ISBN 978-0822984504.
- Roberts, Andrew (2009). Masters and Commanders: The Military Geniuses Who Led the West to Victory in World War II. Penguin UK.
- Marshall, George (1991). The Papers of George Catlett Marshall: "The Right Man for the Job," December 7, 1941-May 31, 1943 (Volume 3). Johns Hopkins University Press. ISBN 978-0801829673.
- Atkinson, Rick (2007). An Army at Dawn: The War in North Africa, 1942-1943, Volume One of the Liberation Trilogy. Holt Paperbacks. ISBN 978-0805087246.
- Bradley, Omar (1951). A Soldier's Story. Modern Library. ISBN 978-0375754210.
- S-1 Journal. Sicily: First Breach in the Axis Fortress of Europe. US Army: 26th Infantry Regimental Combat Team, 1st Infantry Division.{{Chú thích sách}}:  Quản lý CS1: tên số: danh sách tác giả (liên kết)
- Babcock, Robert (2001). War Stories: Utah Beach to Pleiku. Deeds Publishing.
- Ambrose, Stephen (1994). D Day: June 6, 1944: The Climactic Battle of World War II. Simon & Schuster. ISBN 978-0-671-67334-5.
- Balkoski, Joseph (2005). Utah Beach: The Amphibious Landings and Airborne Operations on D-Day, June 6, 1944. Stackpole Books.
- Whitmarsh, Andrew (2009). D-Day in Photographs. History Press. ISBN 978-0-7524-5095-7.
- Ford, Ken; Zaloga, Steven J (2009). Overlord: The D-Day Landings. Oxford; New York: Osprey. ISBN 978-1-84603-424-4.
- Meadows, William (2003). The Comanche Code Talkers of World War II. University of Texas Press. ISBN 978-0292752740.
- Stuart, Peter C. (2007). Planting the American Flag: Twelve Men Who Expanded the United States Overseas. McFarland. ISBN 978-0-7864-2983-7.
- Atkinson, Rick (2014). The Guns at Last Light: The War in Western Europe, 1944–1945. Picador. ISBN 978-1-250-03781-7.
- Blumenson, Martin (1996). The Patton Papers: 1940-1945. Da Capo Press. ISBN 978-0274794249.
- Weingartner, Steven (1996). Blue Spaders: The 26th Infantry Regiment, 1917–1967. Cantigny First Division Foundation. ISBN 978-1890093006.
- Beolens, Bo; Watkins, Michael; Grayson, Michael (2011). The Eponym Dictionary of Reptiles. Johns Hopkins University Press. ISBN 978-1421401355.
- Sanger, Margaret (2001). The Pivot of Civilization in Historical Perspective: The Birth Control Classic. Inkling Books. ISBN 978-1587420047.
- Tillman, Barrett (2014). D-Day Encyclopedia: Everything You Want to Know About the Normandy Invasion. Regnery History. ISBN 978-1621572879.